# Golf
Vous lisez un « bon article » labellisé en 2008.
Pour les articles homonymes, voir Golf (homonymie).
Le golf est un sport de précision se jouant en plein air, qui consiste à envoyer une balle dans un trou à l'aide de clubs.
Le but du jeu consiste à effectuer, sur un parcours défini, le moins de coups possible. Précision, endurance, technicité, concentration et maîtrise de soi sont des qualités primordiales pour cette activité.
Certifié en Écosse en 1754 par le Royal & Ancient Golf Club de Saint Andrews, ce sport a des origines diverses dont le jeu de mail. 
Il est ainsi importé des Pays-Bas où il est pratiqué sous le nom de « colf » dès le XIIIe siècle.
Le golf ne prend son essor qu'en deuxième partie du XIXe siècle avec l'arrivée du professionnalisme et des clubs privés en Écosse puis en Angleterre, où est mis en place en 1860 le premier Open britannique disputé par des professionnels ; puis au début du XXe siècle. Des épreuves de golf sont disputées lors des Jeux olympiques de Paris 1900 et de nouveau en 1904 à Saint-Louis, puis le sport disparaît du programme pour 112 ans. Le golf fait un retour en 2016 aux Jeux olympiques de Rio.
Le développement du golf se poursuit lors de la Première Guerre mondiale qui voit se redéfinir la hiérarchie mondiale, les Américains parvenant à mettre fin à l'hégémonie des Britanniques. Après la Seconde Guerre mondiale, le golf voit l'arrivée d'autres nations telles que l'Afrique du Sud, l'Allemagne, l'Espagne, la Corée du Sud, le Japon ou l'Australie et se mondialise à la fin du XXe siècle. On compterait en 2010 environ 82 millions de pratiquants plus ou moins réguliers.
Ce sport est moins pratiqué par les femmes et il souffre d'un traitement médiatique et financier inégal.

## Étymologie et usage
L’origine du mot est assez confuse. Il semble provenir des Pays-Bas où le jeu était appelé colf (dérivé du mot allemand kolbe qui signifie bâton). En raison des nombreux échanges entre les Pays-Bas et l’Écosse, les Néerlandais exportèrent ce jeu. Au XVIe siècle, il existe de nombreuses mentions dans les textes officiels en référence à ce sport avec les mots gouff ou golf. Finalement, lors de la mise en place des clubs-houses, le terme golf fut retenu. L’existence de flux commerciaux qui prospèrent entre les rivages de la mer du Nord au cours du Moyen Âge et de la période post-moderne a induit beaucoup d’interactions linguistiques entre l’écossais, le néerlandais et d’autres langues. Le mot est attesté sur un document datant de 1457.
Une étymologie populaire du terme, mais qui a été officiellement rejetée, et qui est erronée (à l'époque de la création de ce jeu et de l'utilisation du terme « golf », les acronymes n'existaient pas encore), était « Gentlemen Only, Ladies Forbidden », qui se traduit en français par « Hommes uniquement, interdit aux femmes ». 
« Golf » est le mot redondant associé à la lettre G dans l'alphabet radio normalisé par l’Organisation de l'aviation civile internationale.

## Histoire

### Genèse du jeu

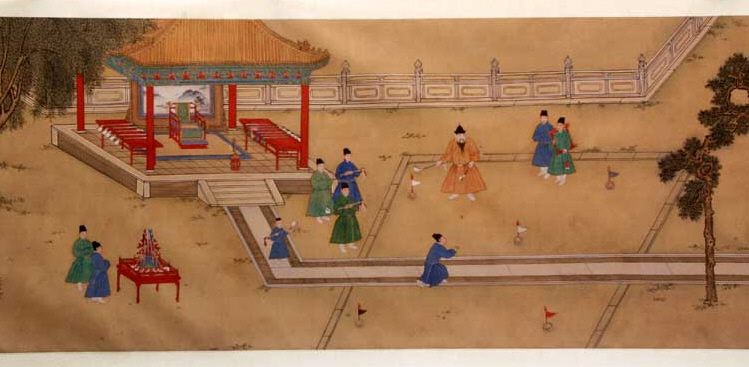
L'Empereur Ming Xuanzong jouant à un jeu proche du golf appelé chuiwan.

Il existe des jeux de balles et de bâtons dès l'Antiquité. Sous l'Empire romain, un jeu consiste à envoyer une balle de cuir vers un but déterminé appelé panagica, mais rien ne permet d'affirmer qu'un bâton ait été utilisé pour y parvenir. Plus tard en Angleterre, le jeu cambuca consiste à frapper une balle en bois à l'aide d'une canne et fait référence au jeu romain. Au Moyen Âge, de nombreux jeux à travers l'Europe coexistent où l'on tape une balle vers des poteaux ou des anneaux de fer avec d'un côté le jeu de mail (ou palemail, pall mall…), jeu d'origine française repris en Italie et en Angleterre, d'un autre un jeu où l'on tape une balle avec une canne, pratiqué aux Pays-Bas, en France et en Angleterre sous divers noms (l'historien allemand Steven van Henge trouvant la trace de documents en 1297 mentionnant un hobby germanique joué en Hollande, le kolf, « club », colve, « jeu avec clubs », colven, kolven, et une carte hollandaise décrivant un parcours en 4 trous de 4 500 m),. Enfin, un jeu quelque peu similaire au golf est pour la première fois mentionné dans le Recueil de Dongxuan (en chinois, 東軒錄), un ouvrage chinois du XIe siècle, sous le nom de chuiwan en Chine.
La véritable origine du golf moderne provient de Hollande. En 1297, à Loenen aan de Vecht, lors d'une commémoration, un jeu appelé colf est pratiqué où l'on doit taper une balle et l'envoyer vers un but précis. Quelques années plus tard, dès 1360, les autorités de Bruxelles dressent des amendes aux personnes pratiquant ce jeu (en l'absence de parcours, les gens y jouent quel que soit l'endroit) avant d'édicter une loi autorisant le jeu en dehors des limites de la cité. La première mention du parcours (et du fairway) intervient en 1483 à Haarlem (Pays-Bas) avec la tonte d'herbe dans des prés. Jusqu'au XVIIe siècle, le jeu connaît un succès croissant en Hollande avant de disparaître brutalement en raison du développement des jeux d'intérieur et de société, mais aussi parce que la mode vestimentaire devenue plus sophistiquée rend difficile la pratique de ce jeu,.
C'est finalement en Écosse que le golf que l'on connaît actuellement apparaît. En raison des flux commerciaux qui prospèrent en mer du Nord au cours du Moyen Âge et de la période post moderne, le golf est importé par des marins hollandais en Écosse avec le matériel nécessaire (balles, clubs fabriqués en Hollande). Cependant, le golf ne s'établit que sur la côte Est de l'Écosse (premier parcours à l'Ouest en 1848) et est longtemps confiné sur ce côté dès le XVIIe siècle où de nombreux documents attestent de son existence (Traité de Glasgow en 1501). Peu à peu, le golf, essentiellement pratiqué à son origine par les francs-maçons, commence son expansion avec le premier fabricant de clubs à Saint Andrews en 1627 et divers parcours (Bruntsfield, considéré comme le premier vrai parcours de golf en Écosse, Musselburgh et Perth). Le premier parcours de Saint Andrews compte 22 trous avant d'être réduit à 18 trous au total. En 1744, l'Honourable Company of Edinburgh Golfers rédige une dizaine de règles de jeu mais c'est dix années plus tard que le premier règlement officiel est mis au point par le Royal and Ancient Golf Club of St Andrews qui édicte au total treize règles (qui n'ont pas varié depuis, à part pour la précision et l'incorporation d'autres règles). Dès le début des années 1770, un premier terrain de golf africain est construit sur l'île de Bunce, en Sierra Leone, par des marchands d'esclaves anglais.

### Mise en place des règles, amélioration du matériel et expansion

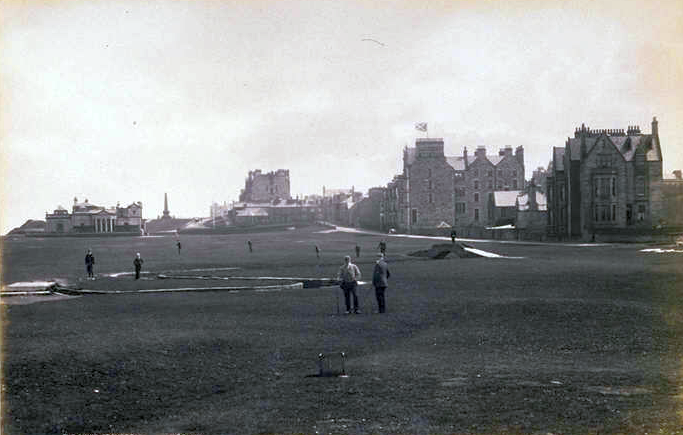
Saint-Andrews en 1891.

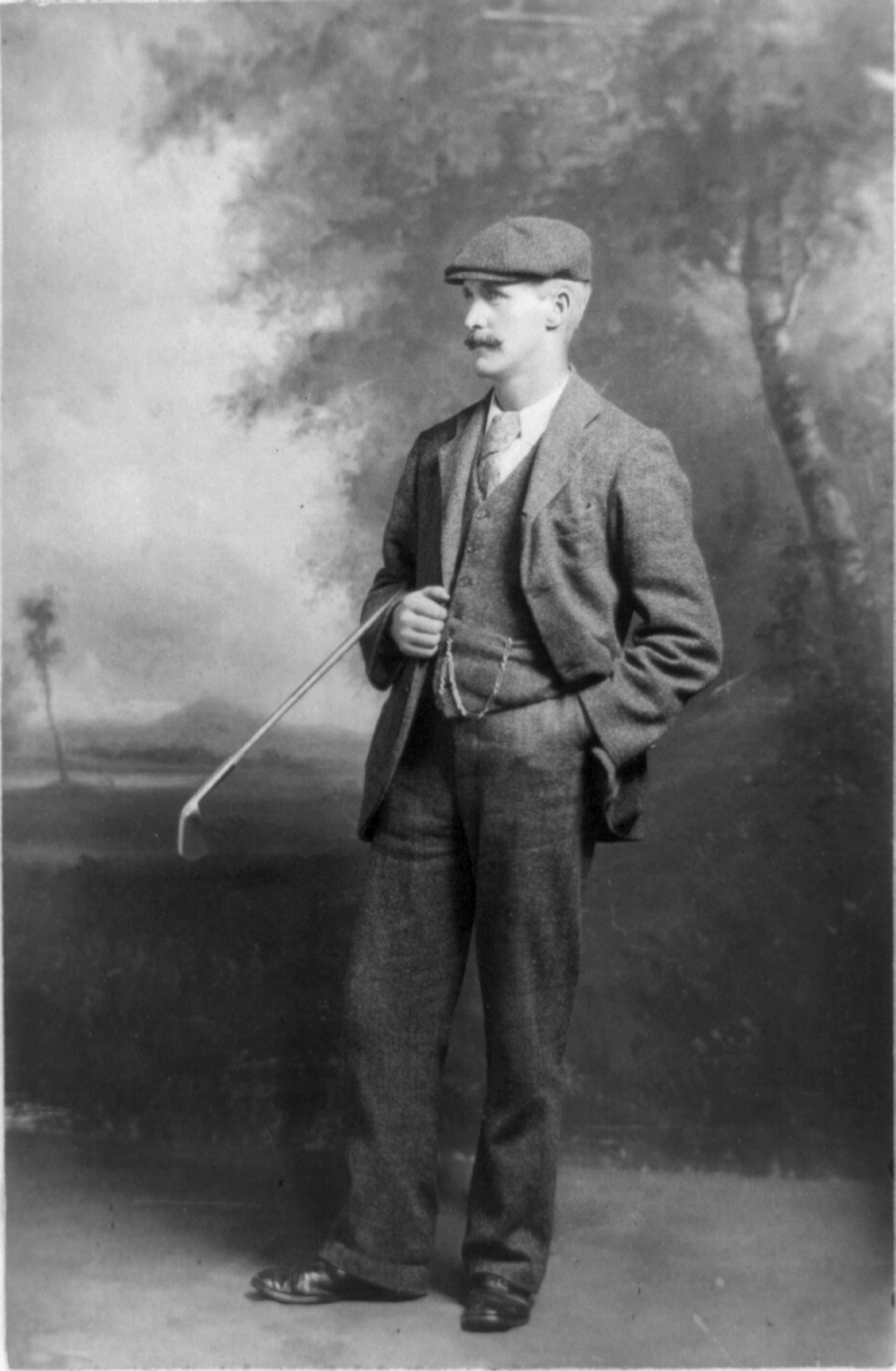
John Henry Taylor, vainqueur à cinq reprises du British Open de golf entre 1893 et 1914.

Malgré la mise en place de règles, la pratique du golf était bien différente d'aujourd'hui. Tout d'abord, la formule match play était la plus répandue. Les golfeurs jouaient donc leur partie contre un adversaire, trou par trou, avec gain du trou pour celui qui avait tapé le moins de coups, le vainqueur d'une partie étant celui qui avait remporté le plus de trous. Le 2 avril 1744 est organisé le premier tournoi de golf sur le parcours de Leith avec une récompense pour le vainqueur. En raison de la participation de golfeurs venus d'autres clubs de la région, l’Honourable Company of Edinburgh Golfers rédige un ensemble de treize règles juste avant le tournoi pour éviter toute confusion. Dix ans plus tard, le 14 mai 1754, les dirigeants voisins du club de Saint Andrews reprennent quasiment le même règlement et, en raison de sa stabilité (à l'inverse d'Edinburg : déménagements fréquents et guerres internes), le monde du golf fait référence à ses règles comme pierre fondatrice de ce sport ; c'est à ce moment qu'est retenu le nombre de trous (dix-huit, en fait il s'agissait de neuf trous que l'on effectuait aller-retour, les premiers greens ne font leur apparition qu'un siècle plus tard). Cependant, la pratique du golf se limite à l'Écosse et semble avoir du mal à prendre son expansion.
C'est avec le progrès et l'amélioration du matériel, notamment de la balle, que le golf commence son expansion, à partir de 1848. D'abord constituée d'une coque de peau ou de cuir remplie de plumes puis cousue, la balle devient à base de caoutchouc (la gutta-percha), ce qui lui permettait de résister plus longtemps. Des alvéoles sont ensuite appliquées sur la balle pour un meilleur aérodynamisme. À partir des années 1870, ces balles permettent la première expansion du golf. Cela est dû à la facilité de fabrication, au prix et à la standardisation du matériel, le tout accompagné par l'amélioration de la vie et des transports à travers l'Europe. Les clubs, à l'époque tous en bois (hêtres, pommiers ou épineux), sont ensuite améliorés. Les premières recherches concernent la mise en place d'un grip puis l'amélioration du point d'impact avec l'introduction d'une plaque plus résistante (soit un bois de meilleure résistance soit du métal). La tête des clubs est aussi redéfinie puis, enfin, l'apparition de manches en métal au début du XXe siècle et des fers complètent cette révolution du matériel (amélioré depuis par le déplacement du point central de l'arrière du club au pourtour de la tête dans les années 1960). Des améliorations sont également notées autour des tees, des sacs, des gants, des chaussures, de l'uniforme.
Le golf connut son expansion également en raison de la présence d'officiers écossais à l'étranger, comme ceux pratiquant du golf en Virginie (États-Unis) dès 1779. Cependant, les premiers golfs construits hors des îles Britanniques seront à Calcutta en Inde en 1829, puis Bombay en 1842, en Australie en 1851. Enfin, le premier golf hors des territoires ou possessions de l'Empire britannique se trouve à Pau en 1856. S'il est le seul parcours de golf en France pendant trente ans, cela s'explique par la présence de l'armée de Wellington dans la ville après la bataille d'Orthez du 27 février 1814. À partir de la Restauration, les Britanniques, séduits par la beauté du site et par la douceur du climat, viennent sans cesse plus nombreux passer l'hiver à Pau.
En Angleterre, le pays se dote de son premier link en 1864 puis construit un nouveau parcours en 1865 appelé inland (c'est-à-dire à l'intérieur des terres) à Wimbledon puis à Liverpool. Peu à peu, de nombreux golfs sont construits : 1871 en Nouvelle-Zélande, 1873 au Canada, 1881 en Irlande, 1885 en Afrique du Sud, 1888 aux États-Unis près de New York (après deux tentatives infructueuses auparavant), 1889 à Hong Kong, etc..
À la fin du XIXe siècle, la pratique du golf devient un marqueur social important dans le monde anglo-saxon et un moyen de se distinguer des autres classes sociales, en particulier pour les nouvelles fortunes. Par principe en étaient écartés ceux qui ne pouvaient pas, financièrement et socialement, devenir membre d'un club. Le golf dépassa donc rapidement le seul bénéfice de la pratique physique et acquit un véritable succès auprès de la bourgeoisie : par exemple, on compte deux golfs dans le Yorkshire (Angleterre) en 1889 et vingt-neuf de plus en 1895.

### Mise en place des tournois et mondialisation du golf

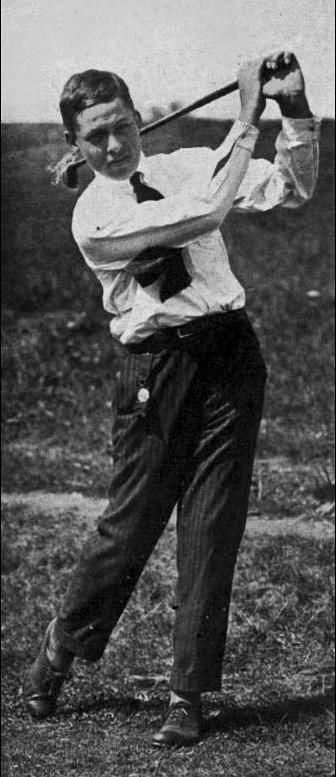
Bobby Jones à 14 ans.

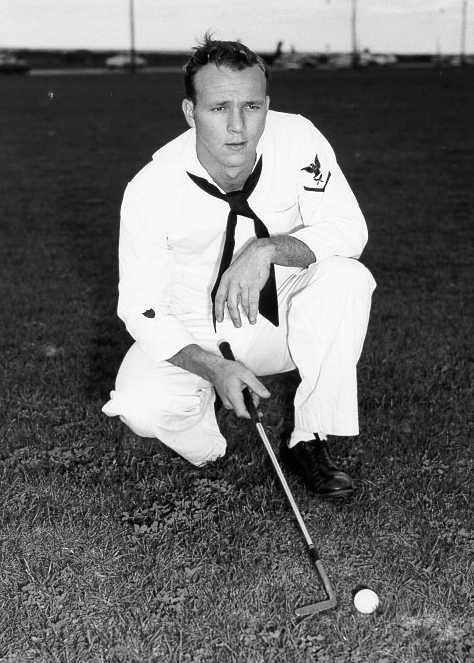
Arnold Palmer.

Le terme de Grand Chelem est utilisé pour la première fois lors de la prestation de Bobby Jones en 1930 qui remporte les quatre tournois les plus prestigieux de l'époque : l'Open Britannique, L'Open Américain, le Championnat International amateur des États-Unis et le Championnat International amateur de Grande-Bretagne. Le journaliste et biographe ami de Jones, Oscar Bane (travaillant pour l'Atlanta Journal), emprunte cette expression au bridge où elle désigne une partie dans laquelle une équipe réalise toutes les levées. Sur ces quatre tournois se réunissaient alors les meilleurs golfeurs de la planète qui étaient amateurs (les professionnels n'ayant pas le droit de disputer les tournois amateurs c'est-à-dire les deux derniers, au contraire des amateurs pouvant s'aligner sur les Opens).
Il existe une fédération mondiale (IGF, pour International Golf Federation) présidée par Annika Sörenstam et fondée en 1958 pour développer le golf à échelle mondiale. l'IGF est reconnue par le Comité international olympique et rassemble 152 fédérations de 149 pays. Mais ce sport est aussi organisé sous le contrôle de deux grandes fédérations, celle de Grande-Bretagne, le Royal and Ancient Golf Club of St Andrews (R&A), et celle des États-Unis, l'United States Golf Association (USGA), leurs opens étant considérés comme les plus importants tournois au monde et chacune exerçant son influence et son pouvoir sur une partie du globe : au R&A les pays du Commonwealth, le Canada, l'Afrique du Sud, l'Inde, l'Europe, et au USGA l'Amérique du Nord, l'Amérique du Sud, l'Asie. À ces deux Opens s'ajoutent les championnats internationaux amateurs. Ainsi, au début des années 1930, les associations de professionnels (dont la Professional Golfers' Association of America créée depuis 1916) organisent à leur tour de nombreux tournois réservés aux pros (les PGA championships) ainsi que le tournoi Championnat de la PGA, réservé aux pros et qui se déroulait en même temps que l'Open britannique. Finalement, à partir de la deuxième moitié du XXe siècle, la forme actuelle du grand chelem est trouvée avec le remplacement des deux tournois amateurs par le championnat de la PGA et l'incorporation du Masters construit à Augusta par Bobby Jones (qui est le seul tournoi sur invitation). Depuis, ces quatre tournois (dont trois se déroulent aux États-Unis) dominent le monde du golf chez les hommes.
La popularité grandissante du golf trouve aussi son origine dans les grands joueurs et leurs duels. Longtemps dominés par les Écossais et les Anglais, les Américains, à partir de l'exploit et du grand chelem réalisés par Bobby Jones en 1930 (qui prend la même année sa retraite sportive), fournissent un grand nombre de champions avec dans un premier temps Ben Hogan, Byron Nelson ou Sam Snead, suivis d'Arnold Palmer et Jack Nicklaus dont le duel est arbitré par le Sud-Africain Gary Player (mettant en évidence l'émergence des pays du Commonwealth) entre les années 1950 et les années 1970. Le golf connaît également à cette période l'arrivée de la télévision et la retransmission des tournois qui lui permet d'accroître sa médiatisation dans les années 1950. À partir des années 1970, de nouvelles nations émergent en Europe de l’Ouest, en Scandinavie ou au Japon où les premiers rôles sont tenus par Nick Faldo, Severiano Ballesteros et Bernhard Langer dans les années 1980. Les années 1990 et 2000 voient l'apogée de nouveaux champions issus d'une seconde vague de pays émergents tels le Zimbabwe (Nick Price), les Îles Fidji (Vijay Singh) ou la Corée du Sud (notamment chez les femmes). Dans les années 2000, le golf se découvre un champion précoce en la personne de l'Américain Tiger Woods qui domine le monde du golf masculin avec comme plus sérieux rival Phil Mickelson.
En 2021, le nombre de parcours de golf dans le monde est de 38 000 dont 16 000 se situent aux États-Unis. Le classement des pays selon le ratio parcours/population est le suivant : Écosse, Nouvelle-Zélande, Australie, Irlande, Irlande du Nord, Canada, pays de Galles, États-Unis, Suède et Angleterre (classement ne comprenant que les pays de plus de 500 000 habitants).
À l'exception de la Suède, tous ces pays sont anglophones, mais à l'avenir ce classement risque d'être modifié en raison de la croissance rapide du golf, notamment sur le continent asiatique (par exemple, alors que le premier parcours en Chine est inauguré dans les années 1980, en 2021 plus de 600 parcours y sont recensés). Avec le nombre de parcours, c'est le nombre de pratiquants qui augmente par la même occasion, s'établissant à plus de 61 millions de pratiquants dans le monde en 2003 (répartition du nombre de pratiquants par zone géographique : 6,9 millions en Europe, 13,6 millions en Asie, 1,7 million en Australasie, 1 million en Amérique du Sud, 500 000 en Afrique du Sud et enfin 37,1 millions aux États-Unis).
Certains pays, comme la Thaïlande, ont fait du golf un article de promotion touristique : environ 40 000 touristes viennent pour jouer au golf en Thaïlande chaque année, et ils ont le choix entre plus de 280 parcours.
En 2009, Le Comité international olympique réintègre le golf parmi la liste des sports présents aux Jeux olympiques d'été, il en avait été retiré après les jeux de 1904.

## Principes

### Les règles de golf
« Règle n°1 : Le Golf consiste à jouer une balle avec un club depuis l'aire de départ jusqu'au trou en la frappant de un ou de plusieurs coups successifs conformément aux Règles »

— USGA & le R&A Rules Limited, (fr) Les Règles de Golf et du Statut d'Amateur 2008-2011 (traduit par la FFGolf), décembre 2007, USGA & le R&A Rules Limited, P.49, règle n°1.
Les règles de golf sont des procédures standardisées selon lesquelles le jeu du golf doit être joué. La dernière mise à jour de ces règles date du 1er janvier 2016 et s'applique dans le monde entier. Elles sont mises en place par l'USGA et le R&A Rules Limited (qui depuis 2004 a pris les responsabilités auparavant détenues par le Royal & Ancient Golf Club of St Andrews), après consultation d'autres autorités régissant le golf à travers le monde. Aux règles sont accolés l'étiquette (comportement d'un joueur sur un parcours), les définitions (vocabulaire du golf), les appendices (concernant les règles locales, et les normes techniques relative à la conception des clubs et les balles) et les décisions sur les règles de golf, en quelque sorte la jurisprudence du golf.
La nouvelle version des règles de golf est applicable depuis le 1er janvier 2019. Elle ne comporte plus que 24 règles qui se veulent plus modernes, plus justes et plus faciles à lire avec une utilisation accrue de schémas explicatifs. Parmi certains changements notables, on peut citer par exemple le fait de dropper la balle de la hauteur des genoux et non plus des épaules mais aussi le fait de pouvoir laisser le drapeau dans le trou sur le green pour putter ce qui était pénalisé auparavant.
Concernant la version 2016-2018 des règles de golf, il existe au total 34 règles disposées en onze sections :
| 1 - Le jeu (3 règles)                    | 2 - Les clubs et la balle (2 règles)                | 3 - Les responsabilités du golfeur (4 règles)             |
| 4 - L'ordre du jeu (1 règle)             | 5 - L'aire de départ (1 règle)                      | 6 - Jouer la balle (4 règles)                             |
| 7 - Le green (2 règles)                  | 8 - La balle déplacée, déviée ou arrêtée (2 règles) | 9 - Les situations de dégagement et procédures (9 règles) |
| 10 - Les autres formes de jeu (4 règles) | 11 - L'administration (2 règles)                    |                                                           |

### Terrain ou parcours

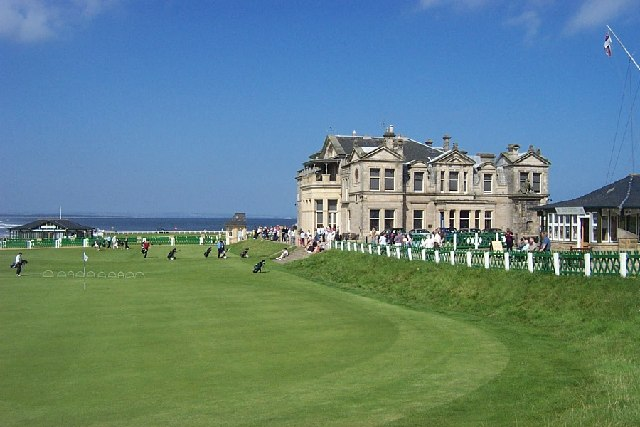
Green du de Saint Andrews.

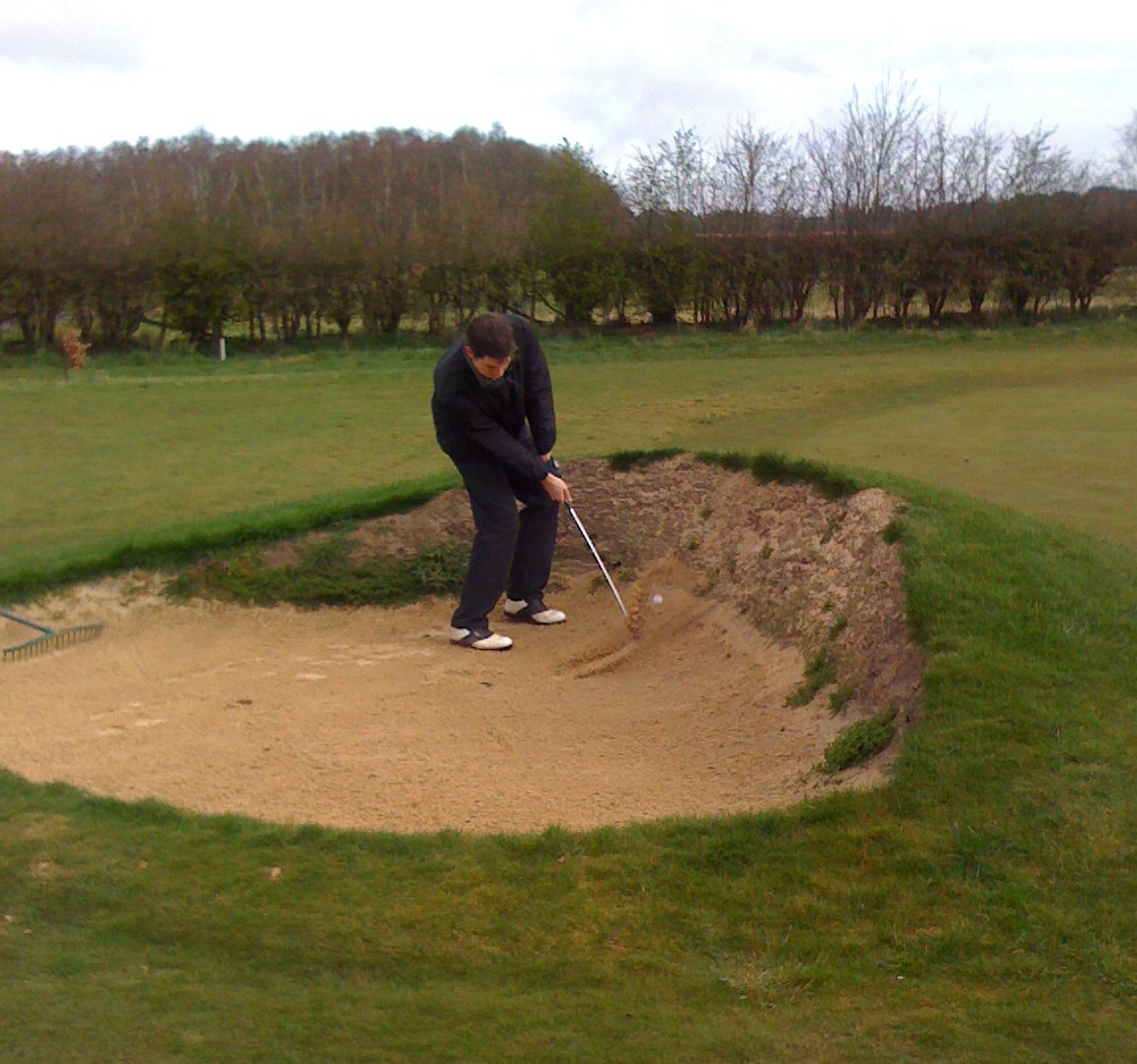
Golfeur dans un bunker.

Le golf se pratique sur un terrain (ou parcours). Généralement, un parcours compte 18 trous mais il peut aussi n'en comporter que 9, voire moins. Sur un parcours de 9 trous, il s'agit parfois de réaliser 9 trous dans un sens (aller) puis de refaire les mêmes 9 trous (retour), soit un total de 18 trous. L'Association européenne de golf autorise les compétitions sur 9 trous mais laisse le soin aux fédérations nationales d'en fixer les modalités. D'autre part, il existe des mini-parcours initiatiques appelés « compact » (ou Pitch and Putt). La différence majeure réside dans la longueur des trous, nettement inférieure à celle d'un parcours de 18 trous standard.
Selon son implantation et l'architecte qui l'a conçu, un parcours peut présenter des parties arborées, des buissons ou arbustes, mais aussi des plans d'eau, rivières ou ruisseaux, que l'on nomme obstacles d'eau, délimités par des piquets jaunes (si l'obstacle traverse le trou) ou des piquets rouges (si l'obstacle d'eau longe latéralement le trou). Placées à des endroits stratégiques afin de rendre le terrain attractif et piégeux, des pièces de sable, appelées bunkers permettent de pimenter le jeu. Le parcours fait l'objet tout au long de l'année, et plus particulièrement durant la saison golfique, de soins très attentifs par des greenkeepers.
Chaque trou comporte quatre zones : le fairway ou allée (où l'herbe est tondue courte), le green ou vert autour du trou (où l'herbe très courte, de l'ordre de quelques millimètres, est travaillée avec des outils de coupe répondant à des normes précises), le pré-rough (où l'herbe est, délibérément, laissée plus haute que sur l'allée) et le rough (où l'herbe est plus haute que sur le pré-rough). Des zones en réparation, délimitées par des piquets de couleur bleue, peuvent aussi se rencontrer sur le parcours et n'en font pas partie. D'autre part, les chemins d'approche et les zones autour des bâtiments de service et les bâtiments eux-mêmes ne font pas partie du parcours. Une balle arrivant sur ces zones est considérée comme perdue. Si la représentation des joueurs reprenant leur coup sur le toit du club house est une plaisanterie, certains d'entre eux se sont déchaussés lors de tournois afin de jouer une balle tombée dans une pièce d'eau, leur évitant ainsi d'avoir à dropper une nouvelle balle et perdre un point.
Un fairway peut avoir différentes formes pour rendre la vie du joueur un peu plus difficile. La plus évidente est une forme étroite et allongée, jusqu'à 10 mètres environ. La difficulté consistant bien sûr pour le joueur à tirer droit et donc à ne pas voir sa balle arriver dans le rough ou être déclarée perdue. Une autre forme est le trou coudé (dogleg), à droite ou à gauche, terrain formant un coude avec un angle plus ou moins prononcé qui empêche volontairement la visualisation directe sur le green. Les architectes de parcours s'ingénient à utiliser de nombreux artifices pour tromper le joueur et l'induire en erreur ou lui rendre la vie plus difficile : fausses perspectives, fausses pentes, buttes masquantes, arbres mal placés… .
En cas d'évolution orageuse, un tournoi peut être momentanément interrompu par déclenchement d'une sirène ou corne de brume depuis le club-house (risque d'exposition à la foudre des joueurs avec la proximité d'arbres, par contact avec les clubs métalliques, etc.).

### Compétition formules de jeu, index et handicap de jeu
- Sur chaque parcours, il y a un « par », soit le nombre de coups standard fixé pour le terminer[40].

Habituellement, sur un parcours de 18 trous, le par est de 72. Cette moyenne est calculée en fonction des par de chaque trou : sur les 18 trous, on compte en moyenne dix « par quatre », quatre « par trois » et quatre « par cinq ». Ainsi on a : 10x4 + 4x3 + 4x5 = 72. Ce calcul n'est cependant qu'une moyenne, le par global peut être très différent d'un parcours à un autre. Par exemple, un parcours de montagne très court avec beaucoup de « par trois » et peu de « par cinq » peut avoir un par global de 69, comme il existe des parcours très longs avec un par global de 73.
- Le par désigne également le nombre de coups que l'on doit effectuer sur chaque trou.

Il n'existe que trois par pour chaque trou, déterminés par la longueur du trou : « par trois » (entre 91 et 224 mètres soit entre 100 et 250 yards), « par quatre » (entre 225 et 434 mètres, ou entre 251 et 475 yards) et « par cinq » (entre 435 et 630 mètres, 476–690 yards). Pour être dans le par, un golfeur doit effectuer le même nombre de coups que le par du trou. Par exemple, sur un « par quatre », si le joueur est dans le par, c'est qu'il a joué quatre coups, du départ jusqu'au trou. Si un golfeur effectue un « par trois » en deux coups, il effectue alors un birdie (oiselet), soit un coup sous le par. Les différentes expressions sont les suivantes :

### Scores
| Sur le tableau des scores | Terme anglophone             | Terme francophone             | Définition                   |
| ------------------------- | ---------------------------- | ----------------------------- | ---------------------------- |
| -6                        | Phoenix (ou quintuple-eagle) | Phénix (ou quintuple-aigle)   | Six coups sous le par        |
| -5                        | Ostrich (ou quadruple-eagle) | Autruche (ou quadruple-aigle) | Cinq coups sous le par       |
| -4                        | Condor (ou triple-eagle)     | Condor (ou triple-aigle)      | Quatre coups sous le par     |
| -3                        | Albatros (ou double-eagle)   | Albatros (ou double-aigle)    | Trois coups sous le par      |
| -2                        | Eagle                        | Aigle                         | Deux coups sous le par       |
| -1                        | Birdie                       | Oiselet                       | Un coup sous le par          |
| 0                         | Par                          | Normal                        | Nombre de coups égal au par  |
| +1                        | Bogey                        | Bogey                         | Un coup au-dessus du par     |
| +2                        | Double bogey                 | Double bogey                  | Deux coups au-dessus du par  |
| +3                        | Triple bogey                 | Triple bogey                  | Trois coups au-dessus du par |

Le condor, soit 4 coups sous le par, est extrêmement rare, seuls quatre cas furent attestés depuis 1962, aucun durant une compétition. Les termes d'autruche et de phénix sont officieux et font partie du folklore mais n'ont jamais été réalisés et ne semblent pas possibles, les distances sur des trous à 6 ou 7 coups dépassant largement les portées des clubs,.

### Formules de jeu
Il existe deux formules de jeu au golf utilisées en compétition, le stroke-play a remplacé dans les tournois petit à petit le match play :
- Le stroke-play (ou medal play) : Tous les coups du golfeur sont comptabilisés sur le parcours, le classement est déterminé en fonction du nombre de coups donnés, par conséquent c'est le golfeur ayant effectué le moins de coups qui remporte le tournoi[46]. Il s'agit de la formule la plus répandue dans les tournois.
- Le match play : Deux joueurs s'affrontent, un joueur gagne un point s'il effectue un trou en moins de coups que son adversaire, un match est gagné par le golfeur qui mène par un nombre de points supérieur au nombre de trous restant à jouer[46]. Cette formule, certes moins répandue que la précédente, est utilisée principalement dans des compétitions par équipes, Ryder Cup et Presidents Cup chez les hommes, ou Solheim Cup chez les femmes. Dans les compétitions individuelles, le Championnat du monde de match-play est l'un des tournois les plus importants de la saison.

Il existe également des formules plus marginales : la compétition Contre Par et le stableford, qui toutes les deux des formules dérivées du stroke-play, mais avec des règles de décompte différentes.

## Matériel, équipement et accessoires
L'évolution technologique du matériel (notamment de la balle et des clubs), aléatoire à ses débuts, permit au golf de connaître son expansion de la fin du XIXe siècle. De même, avec de meilleurs entretiens des parcours, l'équipement du sportif a évolué et ce dernier s'est doté de différents accessoires complémentaires par la suite (tees, sacs ou golfette).

### La balle

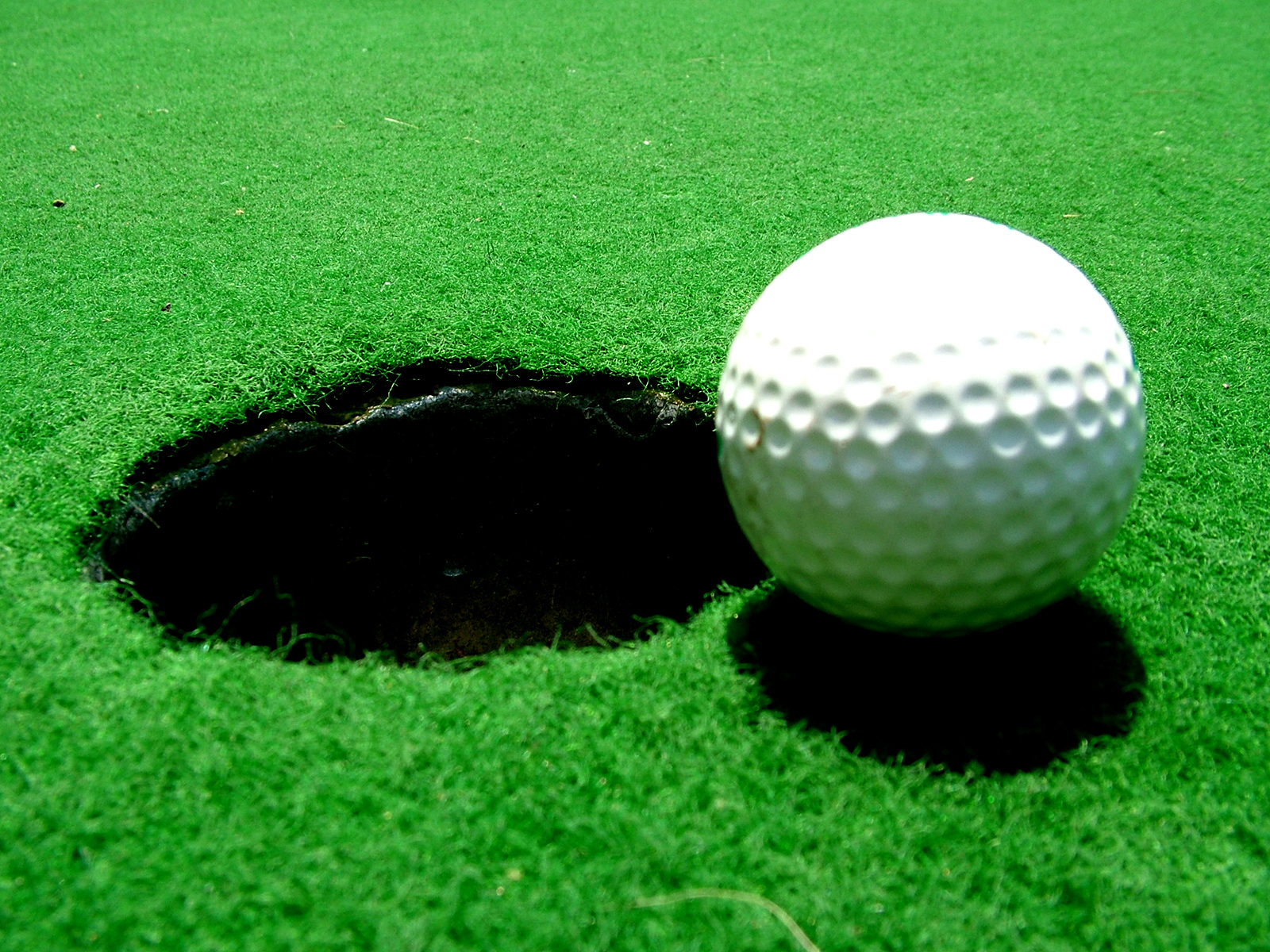
Balle de golf.

La première évolution concerne la balle de golf. D'abord en pierre ou en bois jusqu'en 1750, elle est remplacée par la balle feathery, la balle est fabriquée à la main, entourée d'une coque de peau ou de cuir, elle était remplie de plumes tassées et de poussière, le tout cousu. Le prix de cette balle équivalait à celle d'un club, de plus celle-ci s'accommodait mal du temps écossais où en raison de l'humidité et d'un sol mouillé, elle devenait lourde, fragile et rapidement inutilisable. En 1848, avec l'importation du caoutchouc (gutta-percha) de Malaisie et d'Inde, une nouvelle balle apparaît : la balle gutta-percha, celle-ci révolutionne le jeu grâce à une meilleure résistance, rapidement elle remplace la balle précédente, puis des alvéoles apparaissent sur la balle et permettent une meilleure pénétration dans l'air, ces balles étaient donc en caoutchouc plein. En 1898, la balle est de nouveau améliorée par l'installation d'un noyau dur au centre que l'on enveloppait de caoutchouc tressé puis d'une coque moderne : la balle Haskell. Depuis il y a eu peu d'améliorations, seulement quelques perfectionnements comme les premières balles compressées permettant de taper plus loin ou le diamètre et le poids de la balle, en 1920 le R&A de Saint-Andrews exige que la balle pèse au maximum 1,62 oz (soit 45,93 g) et ait un diamètre non inférieur à 1,62 inches (petite balle ou balle anglaise) tandis qu'en 1929 les États-Unis exigent une balle d'un poids maximum de 1,55 oz et d'un diamètre qui ne doit pas être inférieur à 1,68 inch (grosse balle ou balle américaine, soit 42,67 mm) puis cette dernière rectifie un an plus tard pour 1,62 oz sans toucher au diamètre, finalement celle-ci devient la balle universelle.

### Les clubs

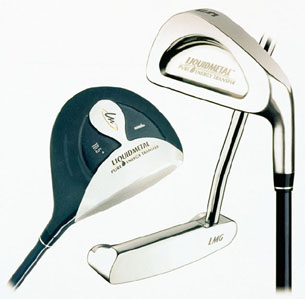
Bois à gauche, putter au centre et fer à droite.

Le matériel est composé de fers, de bois et d'un fer droit (putter). Au départ d'un parcours, un golfeur doit au maximum emporter 14 clubs, le choix est donc déterminant. L'évolution des clubs a suivi celle des balles : apparition du grip, introduction d'une plaque de bois résistant ou de métal au point d'impact pour améliorer la frappe, manche en métal (en 1894), clubs en fibre de verre (dans les années 1950)… Tous ces clubs portaient au début du XXe siècle des noms avant l'adoption des numéros, le bois a été remplacé peu à peu par les fers durant le siècle.
- Les Fers

Les séries de fer existent du fer 1 au lob-wedge. Les fers 1, 2, 3, 4 et 5 sont conçus pour effectuer de longues distances, principalement sur le fairway, alors que les fers 6, 7, 8 et 9 sont utilisés pour des distances intermédiaires. Chaque numéro correspond à une ouverture (le loft) et donc, à une distance précise. Les wedges sont des fers très ouverts possédant un loft compris entre 50° et 60°. Un sandwedge, servant à sortir des bunkers, possède un loft de 56° tandis qu'un lob-wedge possède un loft de 60°. Ces fers permettent de lever la balle haut afin qu'elle n'ait pas beaucoup de roulement après l'impact. Ils sont utilisés par exemple dans le cas où un obstacle, tel un bunker, se trouve entre la balle et le green.
- Les Bois

Les bois existent dans les tailles 1, 3, 5, 7 et 9, mais peuvent aller jusqu'à 13. Ils sont également appelés "bois de parcours" (à l'exception du bois 1, appelé aussi driver, qui permet d'envoyer la balle loin avec une trajectoire tendue grâce à une ouverture très faible comprise entre 8° et 12° qui sert généralement sur les tertres de départ) car les joueurs les utilisent principalement sur le fairway afin de parcourir une distance maximale.
- Les Hybrides

Il existe également une autre catégorie de clubs appelés hybrides du fait de leurs caractéristiques. En effet, ceux-ci reprennent la forme des bois tout en conservant la facilité de jeu des fers. Ils permettent de parcourir une distance relativement longue en remplaçant les fers longs (fer 1, 2 et 3) plus difficiles à manier.
- Le Putter

L'un des clubs les plus importants du sac est le putter qui est classé à part en raison de son utilité mais aussi de sa forme particulière. Le putter possède une face verticale, entièrement perpendiculaire avec le sol, ce qui lui permet de ne pas lever la balle à l'impact en garantissant un bon roulement de la balle. C'est le club qui permet de faire rouler la balle sur le green, pour mettre la balle dans le trou.
| Bois 1 : Driver      | Fer 2 : Mid Iron    | Fer 6 : Spade Mashie   |
| Bois 2 : Brassie     | Fer 3 : Mid Mashie  | Fer 7 : Mashie Niblick |
| Bois 3 : Spoon       | Fer 4 : Mashie Iron | Fer 8/9 : Niblick      |
| Fer 1 : Driving Iron | Fer 5 : Mashie      | Sand wedge : Exploder  |

### Équipement

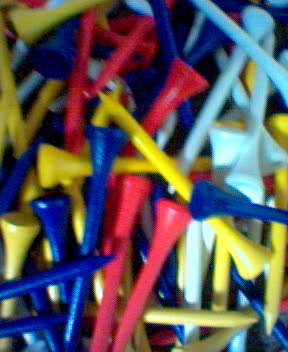
Des tees.

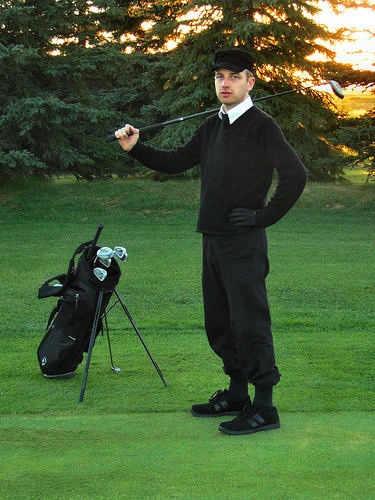
Golfeur et son équipement.

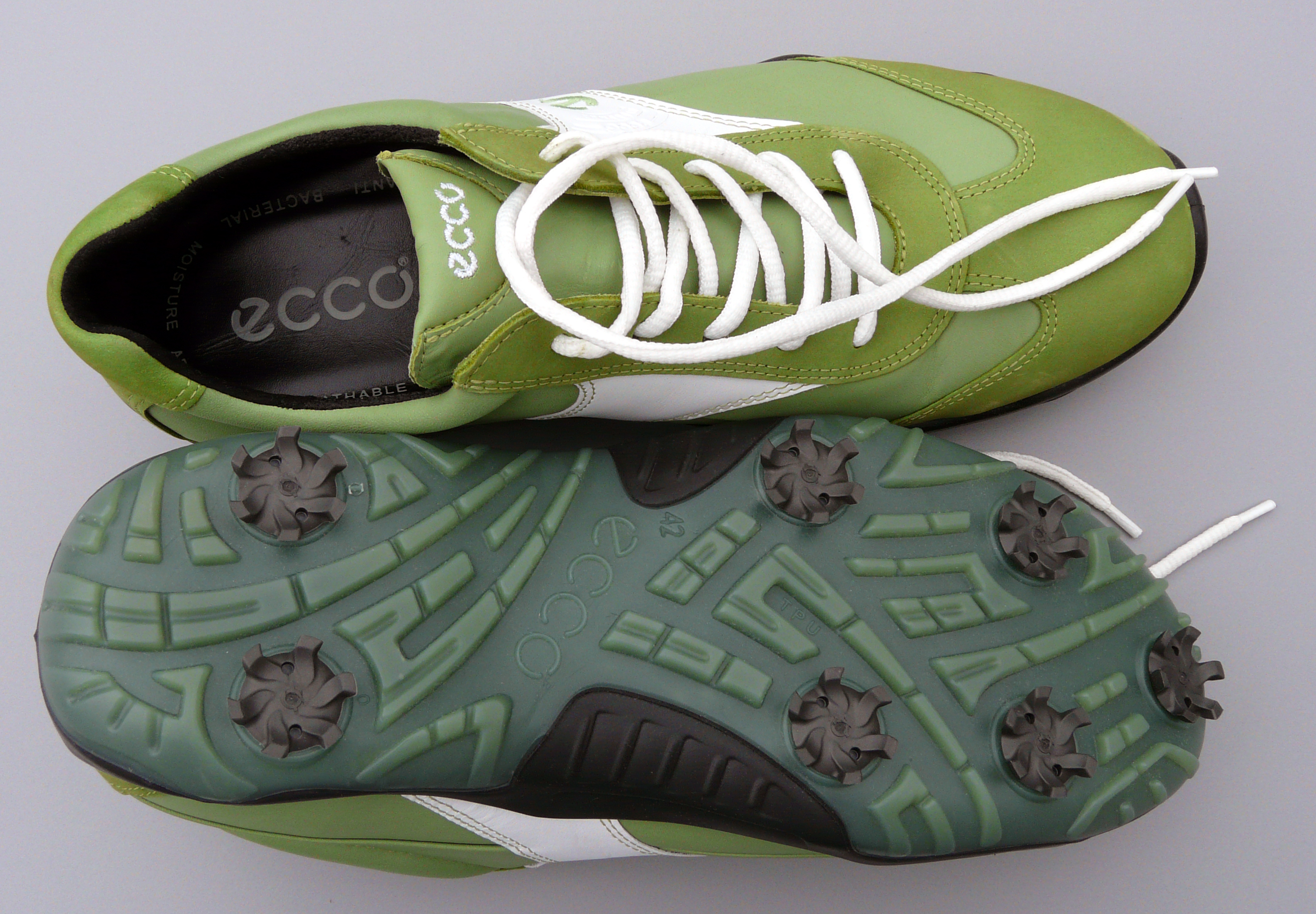
Une paire de chaussures de golf.

Les premiers sacs de golf font leur apparition dans les années 1890. Jusqu'alors, c'était les caddies qui portaient dans leurs bras les différents clubs. Ces sacs, appelés golf-bag, sont rapidement suivis par l'apparition des chariots, puis, après la Première Guerre mondiale, ils sont agrémentés de poches.
Les tees sous leur forme actuelle sont apparus dans les années 1920 mais ne furent véritablement utilisés qu'à partir des années 1940. Auparavant, les golfeurs surélevaient la balle sur un monticule de sable mis à leur disposition à chaque départ de trou jusqu'à la création des premiers tees en caoutchouc pour reproduire l'amas de sable. Pour éviter de perdre ce tee après la frappe, on l'attachait à un clou relié par une ficelle de quelques centimètres et c'est finalement ce clou qui devint ce que l'on nomme aujourd'hui le tee.
Un golfeur porte un seul gant, à la main gauche s'il est droitier ou à la main droite s'il est gaucher. Le gant est apparu avant la Seconde Guerre mondiale. Il est aujourd'hui fait de cuir souple et léger. Il existe aussi de plus en plus de matière synthétique, ces dernières sont souvent moins prisées par les golfeurs à la recherche de perfection, mais le coût est bien divisé par deux.
Les chaussures de golf naissent à la fin du XIXe siècle avec l'apparition des semelles à clous. Il existait également des "sur-chaussures" qu'on fixait à la bottine pour permettre la stabilité du golfeur, mais ces deux modèles endommageaient les greens. Les premières véritables chaussures de golf sont inventées en 1910 aux États-Unis avec des lacets permettant l'extension du pied pendant la marche, une taille basse au niveau de la cheville pour ne pas bloquer le pivot des jambes et enfin une semelle intérieure installée dans le sens longitudinal (pour la marche) et latéral (pour le transfert de poids et le swing).
Un effort sur l'uniforme est opéré dans les années 1950. Auparavant, les golfeurs étaient vêtus de costumes de ville ou de campagne, c'est-à-dire une chemise (avec cravate et veste), parfois un gilet, et pour le bas, un pantalon ou un pantalon court comme pour d'autres activités de plein air. Cependant, afin d'éviter l'herbe humide, le pantalon de golf où l'on rentrait le bas de son pantalon dans ses chaussettes fut popularisé. Avec l'entretien des parcours et des fairways bien tondus, on abandonna cette pratique pour adopter finalement un uniforme plus sportif. Avec l'arrivée de la télévision, les uniformes prirent des couleurs vives pour mieux reconnaître un joueur et identifier les sponsors. Ainsi, on vit apparaître des pantalons à carreaux, des pullovers aux couleurs vives (rouge, bleu, blanc…) et on abandonna les couleurs ternes propres aux Britanniques (marron, vert sombre…). Les femmes, quant à elles, durent longtemps jouer en robe (quand elles étaient autorisées à disputer un parcours) avant de laisser place à la jupe ou au short.

### Le cadet
En tournoi, de nombreux golfeurs sont accompagnés d'un cadet (ou "caddie" en anglais). Ce dernier n'est pas qu'un porteur de sac, son rôle va bien au-delà. Tout d'abord, un cadet est présent pour aider le joueur et lui permettre de se concentrer uniquement sur son jeu, pour cela le cadet lui évite toutes les « corvées » : porter son sac, protéger du soleil ou de la pluie, ratisser le bunker après le passage de son golfeur, nettoyer les clubs et les balles ou tenir le drapeau et le retirer. Au-delà de ce rôle, un cadet est également présent pour partager son expérience avec le joueur dans le choix de ses clubs, le conseiller (appréciation des distances, etc.), l'aider à étudier le parcours et le soutenir moralement. Dans une compétition officielle, il est d'ailleurs le seul autorisé à conseiller son joueur. Par conséquent, la confiance et une bonne entente sont des conditions indispensables entre le golfeur et son caddie.

### Voiturette

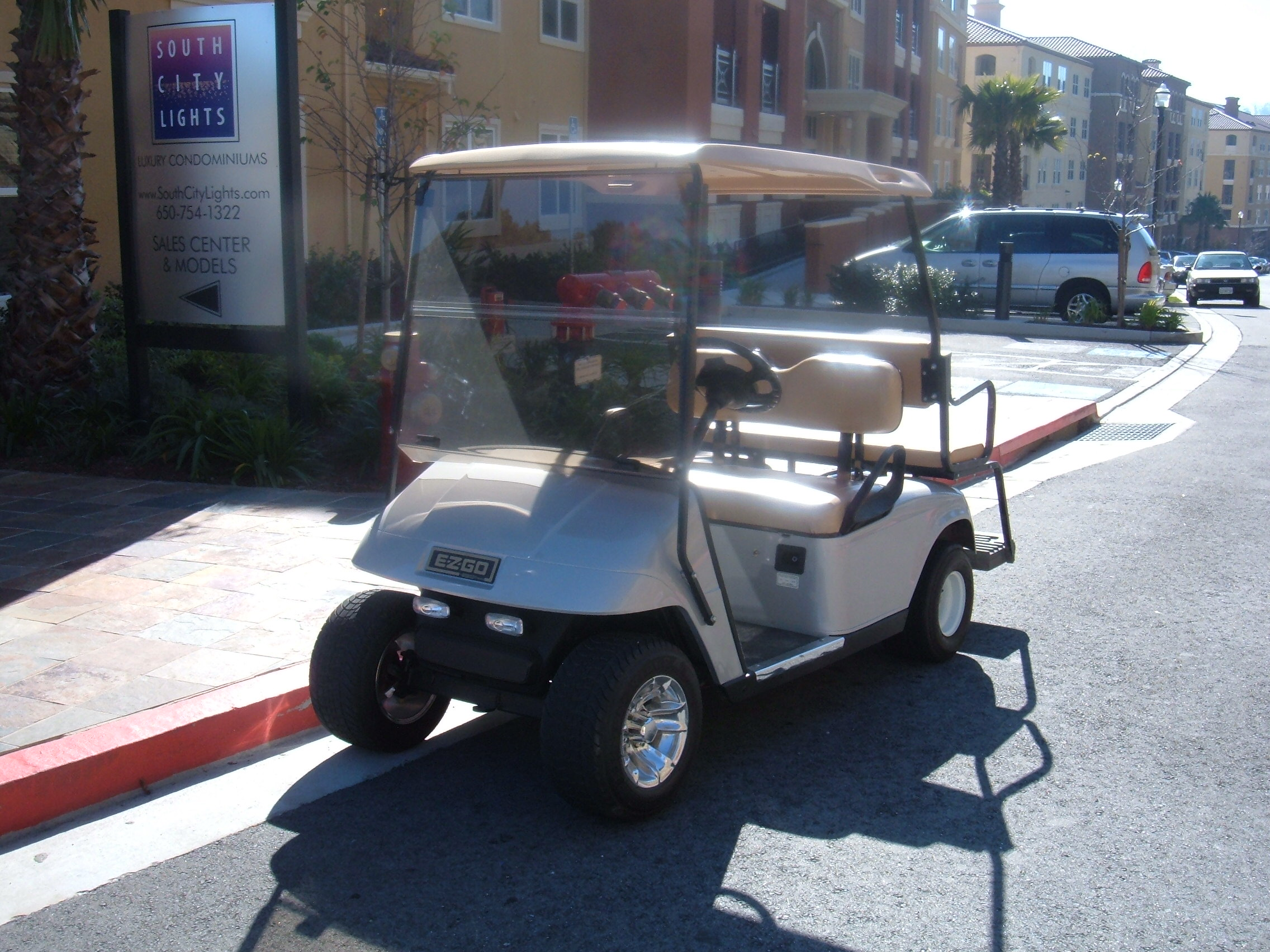
Une voiturette électrique de golf.

Les premières voiturettes de golf sont apparues dans les années 1960. La plupart sont électriques avec des batteries situées sous les sièges. La plupart sont conçues pour transporter deux personnes et leurs sacs de golf. La voiturette fait partie de l'équipement du joueur. De nos jours, les voiturettes de golf sont utilisées par les personnes âgées ou les personnes ayant un certificat médical.

### Carnet de parcours
Pour chaque tournoi, un golfeur professionnel est détenteur d'un carnet de parcours sur lequel figurent toutes les caractéristiques du parcours considéré : pentes, distances, positionnement des bunkers, etc. ainsi que les notes personnelles. Logé dans le sac de golf, le carnet est consulté par le golfeur ou son caddie afin d'élaborer la stratégie de jeu.

### Carte de score
Lors d'un tournoi, la carte de score permet à chaque golfeur d'enregistrer les points obtenus après chaque trou. Elle précise le score du joueur et celui de son adversaire afin d'éviter toute contestation et peut contenir des informations générales sur le parcours. Elle est signée en fin de partie.

## Vocabulaire du golf

"Swing".

Le vocabulaire utilisé dans le golf tient sa source principalement dans la langue anglaise à cause de ses origines. C'est pourquoi il n'est pas rare d'entendre des mots tels que par (normal - nombre de coups maximal à faire sur un trou pour ne pas perdre de points), birdie (oiselet - faire un coup en dessous du par), eagle (aigle - faire deux coups sous le par), albatros (faire trois coups sous le par), fairway (allée), green (vert), rough (herbe plus épaisse qui borde le fairway de chaque côté ainsi que le green).
Certains mots anglais restent employés tels quels (birdie, par, bogey, club), d'autres sont déformés ou employés avec un sens différent (green pour putting green, putting green pour practice putting green, practice pour driving range) ; dans d'autres cas, les termes anglais ont totalement disparu et apparaissent comme ringardisés, comme cadet en lieu et place de caddie.
Dans les règles de golf, la Fédération française de golf utilise les termes anglais (dans leur sens original ou déformé) lorsque ceux-ci sont majoritairement utilisés par les golfeurs et les termes français dans le cas contraire.
Au Québec, les commentateurs des tournois internationaux de golf utilisent régulièrement les termes oiselet et aigle. Ces termes sont acceptés par les francophones nord-américains et dans la plupart des pays francophones autres qu'européens.

## Techniques du golf

### Position de la balle dans le stance

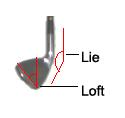
Loft et lie d'un club de golf.

La balle ne se place pas de la même façon avec tous les clubs du sac. En effet, certains clubs devront prendre la balle dans un mouvement ascendant (ou montant) d'autres devront d'abord contacter la balle avant le sol.
Avec les bois, le contact doit se faire obligatoirement dans un mouvement ascendant afin de pouvoir lever la balle, du fait du loft très peu élevé de ces clubs. Il faudra alors placer la balle très largement sur le pied avant (elle pourra être située en moyenne entre la pointe du pied gauche et le talon de ce même pied, pour un joueur droitier). Tandis qu'avec les fers, la balle se situe un peu plus au milieu des pieds à l'adresse. Pour les fers longs (fer 1, 2, 3, 4 et 5) on placera la balle légèrement à l'avant (puisque eux aussi possèdent un loft peu élevé) alors qu'avec les fers moyens (fer 6, 7, 8 et 9) la balle se situera au milieu des pieds.
Pour ce qui est des wedges, la balle peut se placer suivant l'effet désiré par le joueur. Plus il la mettra sur son pied avant, plus elle montera, parcourant de ce fait moins de distance. S'il l'a placée en arrière du stance, le loft de son club va diminuer. Par conséquent, la balle partira moins haut mais roulera plus après impact. C'est ce qui fera la différence entre une approche roulée et une approche levée.

### Les trajectoires de balle
L'obsession chez le golfeur débutant est de reproduire une trajectoire de balle droite; or, on ne dénombre pas moins de neuf trajectoires différentes.
En effet, le swing de golf est un effet mécanique. Les trajectoires que va prendre la balle dépendent de deux choses en particulier : le « chemin du club » et l'« alignement de la face de club ». On ne prend pas en compte, ici, l'alignement général du golfeur, qui dans tous les cas est une source d'erreur pour les trajectoires.

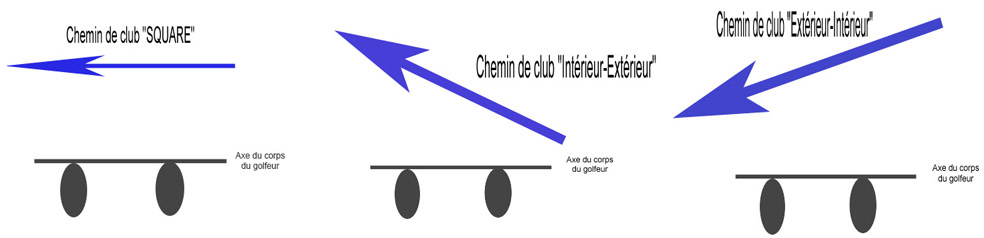
Différents chemins de club. De gauche à droite: Square, Intérieur-extérieur, Extérieur-intérieur.

Le « chemin du club » désigne le sens et l'alignement de la tête de club par rapport à l'axe du corps du golfeur. Lorsque le club reste parallèle à l'axe de jeu, on dit que le club est « square » à l'impact donc qu'il est aligné avec l'objectif. Au contraire, quand on a un chemin de club « intérieur-extérieur » ou « extérieur-intérieur », cela signifie que le joueur est bien aligné sur l'objectif qu'il vise mais que son club ne revient pas dans un plan parallèle à lui.
L'autre paramètre entrant en compte pour l'obtention des différentes trajectoires est l'alignement de la tête de club. Il s'agit de la direction où pointe (ou vise) la face du club.
La trajectoire « idéale », par définition, est la trajectoire droite dite « square ». Cela s'explique par un chemin de club "square" et une face de club perpendiculaire à l'axe du joueur.
Les deux trajectoires de balles les plus répandues et qui sont néfastes pour les joueurs sont le « push » et le « pull ». Le push est une trajectoire de balle qui part à droite de l'axe de jeu, elle est due à un chemin de club intérieur-extérieur et face de club square. Le pull quant à lui est une trajectoire nettement à gauche de l'axe et elle est due à un chemin extérieur-intérieur et une face de club square. Deux autres trajectoires contraignantes pour le jeu sont le « slice » et le « hook ». Le slice est une balle qui part de l'axe de jeu mais qui tourne sur la droite dans les derniers mètres de sa course. Il est engendré par un chemin de club intérieur-square-intérieur et une face orientée à droite. À l'inverse, le hook est une balle partant dans l'axe et tournant à gauche. Les symptômes sont parfaitement opposés au slice, un chemin intérieur-square-intérieur mais une face orientée à gauche.
Enfin, la balle peut combiner pull, push, hook et slice pour donner le pull hook et le push slice. Le premier est une trajectoire partant à gauche de l'axe et tournant à gauche en fin de course et le deuxième est son inverse (à droite).
Ces deux trajectoires sont dites néfastes puisqu'elles contribuent à éloigner plus ou moins avec importance la balle de l'axe de jeu.
Il reste alors deux trajectoires qui, elles, sont bénéfiques au joueur sachant les utiliser. En effet, le « fade » est une trajectoire partant à gauche de l'axe de jeu mais qui revient sur l'objectif. Le golfeur l'obtient avec un chemin de club extérieur-intérieur et une face orientée sur l'objectif. Le « draw » est son opposé. La balle part sur la droite et revient sur l'objectif.

### Les effets
Si beaucoup confondent trajectoires et effets, deux trajectoires peuvent s'apparenter avec des effets : le fade et le draw. Ces trajectoires sont obtenues grâce au mouvement de rotation (« spin ») de la balle.
Dans les effets à proprement parler, on peut trouver le topspin, le backspin et le sidespin.
Le topspin est l'effet le plus courant, surtout chez les débutants. Il implique une rotation d'arrière vers l'avant de la balle et est obtenu en prenant la balle dans un mouvement ascendant. La caractéristique principale du topspin est une balle qui roule beaucoup après son impact avec le sol.
À l'opposé du topspin, le backspin est un effet impliquant une rotation de l'avant vers l'arrière de la balle (on peut le comparer à la balle coupée en tennis) qui permet à celle-ci d'être très fortement ralentie à l'impact. Souvent utilisé pendant les approches du green, une balle avec du backspin retombera sur le green, effectuera en général deux ou trois rebonds puis repartira en arrière d'une distance variable.
Il s'agit d'un effet difficile à gérer sur le green car le joueur ne peut pas déterminer avec précision la longueur sur laquelle la balle va rouler en arrière.
Le basckspin est obtenu grâce à un club très ouvert, un lie de la balle propre (une balle dans le rough aura moins de backspin qu'une balle reposant sur le fairway, dû à la grande quantité d'herbe qui s'intercalera entre la face du club et la balle), des stries sur la face du club très prononcées et propres, ainsi que par un mouvement de club descendant, assez vertical, afin de compresser fortement la balle. Le choix de la balle est également prépondérant, une balle au revêtement plus souple ayant tendance à prendre davantage d'effet.
Le sidespin est un dérivé du backspin et n'est autre qu'un effet latéral dû à une trajectoire de balle très prononcé (draw ou fade). Cet effet, encore plus difficile à maîtriser que le backspin, permet de se rapprocher du trou en visant le centre du green et faire en sorte que la balle se rapproche vers la gauche ou la droite en fonction de l'emplacement du drapeau.

## Impact environnemental

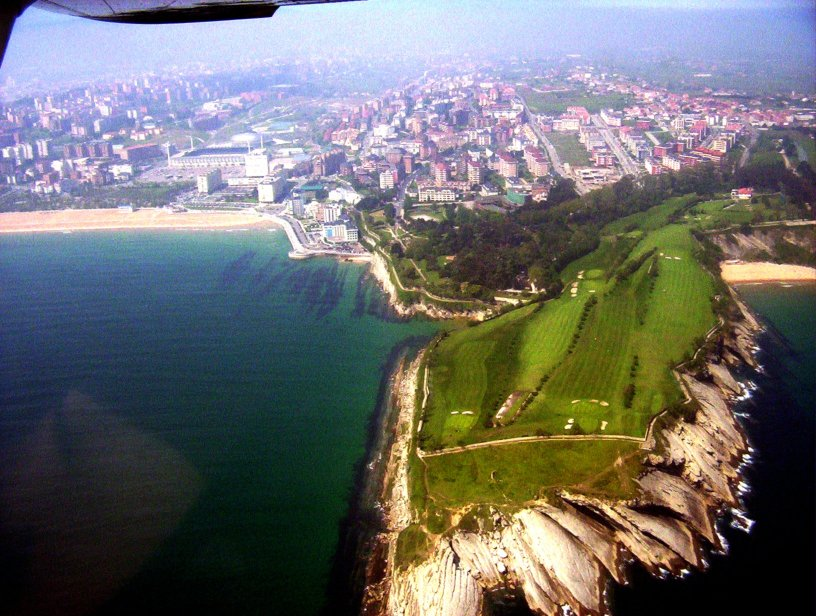
Le golf de Santander (Cantabrie, Espagne) situé
dans le cadre du Cabo Menor est un exemple d'infrastructure sportive qui a remplacé un milieu au potentiel écologique et paysager exceptionnel, tout en ayant peut-être protégé cette presqu'île de l'urbanisation.

C'est un enjeu qui prend de l'importance depuis les années 1990, parfois de manière volontaire (chartes…) et parfois sous la contrainte d'avancées de la législation environnementale ou des demandes du comité olympique qui tend à intégrer des critères de soutenabilité des activités sportives, en France, notamment via « l'Agenda 21 du sport français » qui décline « l’Agenda 21 du CIO » en l'adaptant au contexte français.
Les impacts environnementaux imputables à l'utilisation du sol pour la construction de terrains de golf concernent d'abord la consommation de ressources foncière (milieu naturel ou agricole en général) et les prélèvements sur la ressource en eau. Les impacts des intrants (engrais et pesticides) utilisés pour l'entretien sont également souvent évoqués. Certains golfs ont aussi contribué à détruire ou dégrader des zones humides ou des zones environnementalement importantes lors de leur construction.
L'industrie du golf évolue, et la législation aussi. Par exemple, le Diazinon, pesticide très utilisé sur les terrains de golf et sur les sites de production de gazon, a été interdit aux États-Unis, par l'Agence de protection environnementale des États-Unis en raison de son impact létal sur les populations d'oiseaux. Certains golfs ont contribué à préserver des sites naturels face à l'avancée de la périurbanisation ou augmenté le potentiel paysager de sites banalisés mais d'autres ont été associés à des programmes immobiliers.

### En France
Le 2 mars 2006, la Fédération Française de Golf (qui a créé en son sein une Commission Environnement, présidée par Jérôme Paris) a signé avec le ministère chargé de l'Écologie une « Charte sur l’eau ». Cette charte engage les gestionnaires de golf à diminuer de 30 % leur consommation d'eau en 3 ans, par exemple en irriguant moins, de nuit, avec récupération d'eaux pluviales et avec des arroseurs plus judicieusement répartis et en choisissant une végétation moins exigeante en eau.
En 2005, sur les 550 golf métropolitains (ou 530 selon la Ffgolf), 10 % utilisaient de l'eau potable du réseau pour leurs besoins. 60 % de ces besoins correspondaient à l'arrosage des « fairways », et le reste essentiellement pour les « greens », (plus vulnérables au manque d'eau). 53 % des golfs métropolitains disposaient de sources propres d'eau (étangs, cours d'eau...) et 20 % de ces derniers disposaient d'un forage leur permettant de directement exploiter des eaux souterraines alors que 19 % utilisaient des lacs ou retenues, et 14 % un pompage en rivière. En 2010, après échéance de la charte précédente en 2009, les parties ont prolongé pour 5 ans leur souhait d'avancées volontaires sur la gestion de l'eau et l'application du Plan Écophyto 2018 décidé à la suite du Grenelle de l'Environnement de 2007, au travers d'une nouvelle charte, ajoutant notamment des objectifs de réduction (de 50 %) des pesticides, d'utilisation d'eaux usées (dans le cadre de la législation), et permettant l'intégration du Golf dans les « Sports de nature ». Dans le même temps, la fédération française voudrait créer 100 nouvelles petites structures golfiques en 10 ans, avec l'aide du Centre National pour le développement du sport qui propose des aides publiques sans contreparties via une convention relative aux projets d'équipements golfiques 2010-2013, dans le cadre du schéma directeur territorial golfique fait par la fédération.
De 2007 à 2009 plusieurs inventaires d'algues, plantes et animaux ont été faits sur le Golf National, mené par le Museum National d'Histoire Naturelle, montre qu'un golf peut contribuer à la protection de la biodiversité.

## Golf féminin

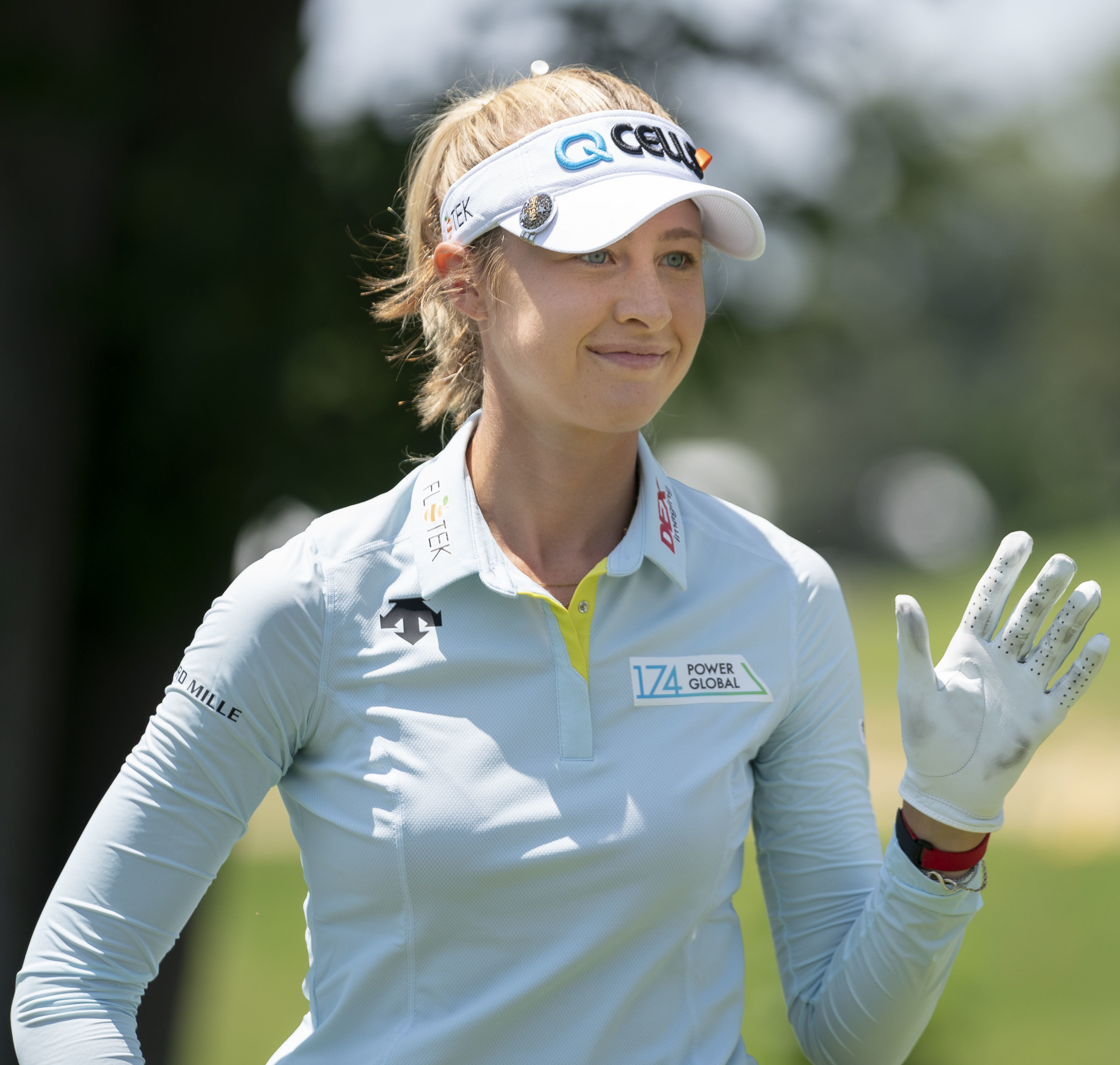
L'Américaine Nelly Korda occupe le rang de numéro une mondiale depuis le 25 3 2024

Le golf a longtemps été un sport pratiqué uniquement par les hommes. D'où l'étymologie populaire du mot "Golf" qui serait faussement attribuée à l’abréviation de « Gentleman only, lady forbidden ». L’un des exemples les plus probants se trouvait, sur le parking du Royal St George's Golf Club où un panneau indiquait « ni chiens, ni femmes » supprimé en 2015. Ainsi, Muirfield a été retiré du circuit jusqu'en 2016 à cause de sa décision de ne pas autoriser les femmes à être membre.
Au lendemain de la Seconde Guerre mondiale, on observe une légère démocratisation de ce sport, cependant il faudra attendre les années 1990 pour voir apparaître des championnes médiatisées. Loin d’être aujourd’hui visible au même niveau que le golf masculin, ce sport est cependant apprécié et très pratiqué chez les femmes.
Le circuit de la Ladies Professional Golf Association (« LPGA Tour ») est le circuit féminin le plus compétitif et populaire, regroupant les meilleures golfeuses professionnelles. Depuis l'année 2022, le circuit de la LPGA considère comme tournois majeurs :
- le Championnat Chevron (disputé aux États-Unis) ;
- le Championnat de la LPGA (disputé aux États-Unis) ;
- l'Open américain (disputé aux États-Unis) ;
- l'Open britannique (disputé au Royaume-Uni) ;
- le Championnat Amundi Evian (disputé en France).

En 2024, la saison du « LPGA Tour » est organisée autour d'environ une trentaine de tournois classés par catégorie d'importance entre les cinq tournois majeurs et tous les autres tournois réguliers. À l'issue d'une saison, les joueuses sont classées en fonction des gains cumulés (« money list ») et plusieurs titres sont attribués dont le plus prestigieux est le « LPGA Player of the Year » attribué par la LPGA au regard d'une synthèse des gains cumulés et des victoires. Par importance suivent ensuite trois autres circuits : la Japan Ladies PGA, la Korean Ladies PGA et la Ladies European Tour (LET).
Enfin, des rencontres par équipes prennent également place, telles que la Solheim Cup entre l'Europe et les États-Unis.

## Grands noms du golf

### Les hommes

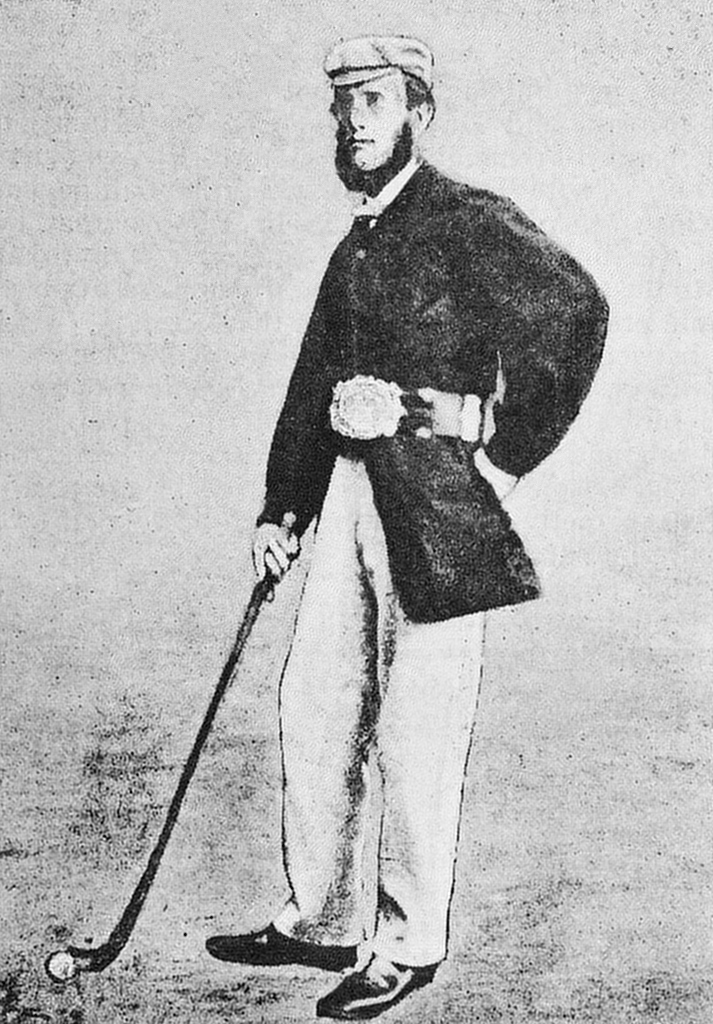
Willie Park, Sr. ceignant la ceinture de champion, prix de l'Open britannique de 1860 à 1870.

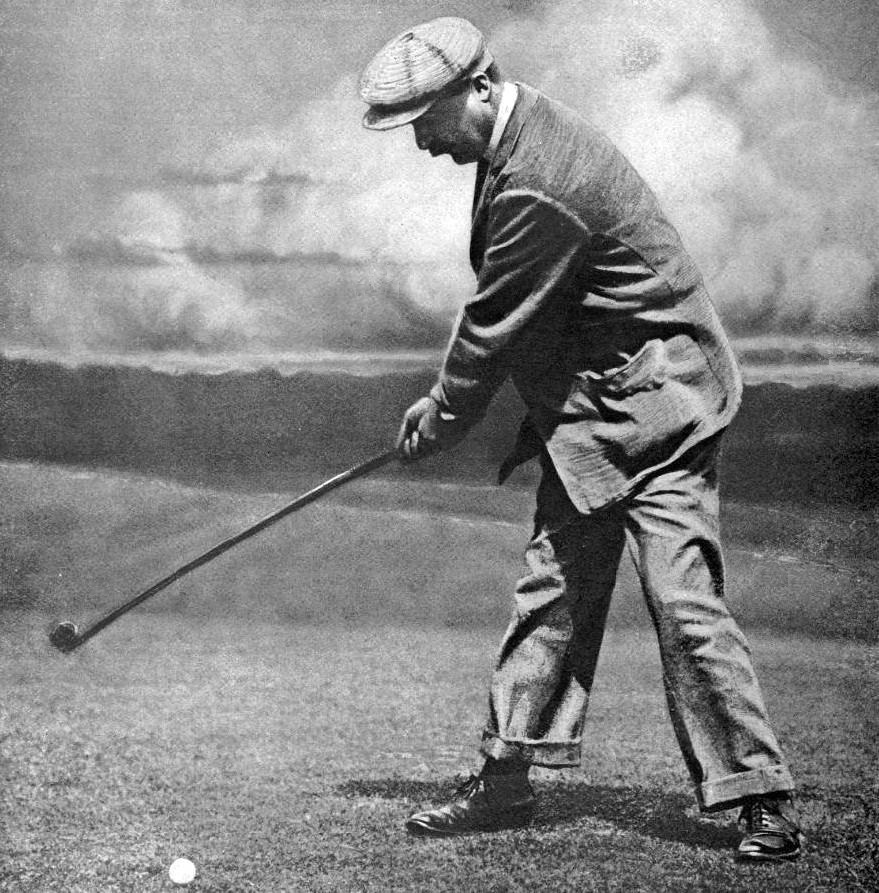
Arnaud Massy, seul vainqueur français du British Open (1907).

Dès la deuxième partie du XIXe siècle, de grands champions, essentiellement écossais, ont marqué le golf de leur empreinte. Deux dynasties prennent forme avec, d'une part, les « Morris » : Old Tom Morris, rejoint ensuite par son fils Young Tom Morris qui tous deux remportent l'Open britannique à sept ans d'intervalle et, d'autre part, les « Park » : Willie Park Senior (premier vainqueur de l'Open britannique en 1860), accompagné de son frère Mungo Park (vainqueur de l'Open britannique en 1867) et de son fils Willie Park, Jr. (vainqueur du tournoi en 1887 et 1889), un autre Écossais les concurrence en la personne de Jamie Anderson (Open britannique de 1877 à 1879). L'Open britannique constitue à cette époque le plus prestigieux tournoi de golf. Une troisième dynastie sévit entre les années 1840 et 1860, donc avant la création de ce tournoi : les « Dunn », avec les frères jumeaux Willie et Jamie Dunn.
À la fin du XIXe siècle et au début du XXe siècle, le golf commence seulement à percer aux États-Unis. En 1895, l'US Open est créé et met en valeur un Américain (d'origine écossaise) : Willie Anderson (vainqueur de l'US Open à quatre reprises : 1901, 1903, 1904 et 1905). Mais c'est le Royaume-Uni qui voit naître les plus grands champions et offre le plus haut niveau, avec en tête d'affiche l'Écossais James Braid (cinq Open britanniques entre 1901 et 1910) et les Anglais Harry Vardon et John Henry Taylor. Ces trois golfeurs ont formé ce qu'on appelle le Grand Triumvirat, il ne s'agit en fait que du premier triumvirat d'une longue série qui marque l'histoire du golf. Outre ces trois champions, il convient de mentionner l'Écossais Alexander Herd, vainqueur de l'Open britannique en 1902.
Avant la Grande Guerre, les Américains deviennent de plus en plus performants et prennent peu à peu l'ascendant sur les Britanniques, ce qui est confirmé par les premières victoires américaines de John McDermott (1911) et de Francis Ouimet (1913) à l'US Open. Après la Première Guerre mondiale, la tendance s'affirme et la prépondérance des Américains se fait sentir : à leur tête Jock Hutchison, Walter Hagen et Gene Sarazen qui s'imposèrent à l'Open britannique dans les années 1920 et 1930. À partir de cette époque, les Américains assoient leur prépondérance sur le monde du golf, symbolisée en 1930 par le grand chelem réalisé à l'âge de 28 ans par Bobby Jones qui prend aussitôt sa retraite sportive pour construire le parcours d'Augusta (aujourd'hui devenu un tournoi du grand chelem).
Avant la Seconde Guerre mondiale, un nouveau triumvirat se met en place avec trois Américains nés la même année (1912) : Ben Hogan, Byron Nelson et Sam Snead. À eux trois, ils totalisent 21 titres de grand chelem et règnent sur le golf jusque dans les années 1950. Après deux triumvirats, l'un britannique, l'autre américain, le troisième triumvirat a mis aux prises deux Américains (Arnold Palmer et Jack Nicklaus) et un Sud-Africain Gary Player. Ces trois golfeurs totalisent 34 titres de grand chelems et dominent littéralement le golf des années 1960 et 1970.

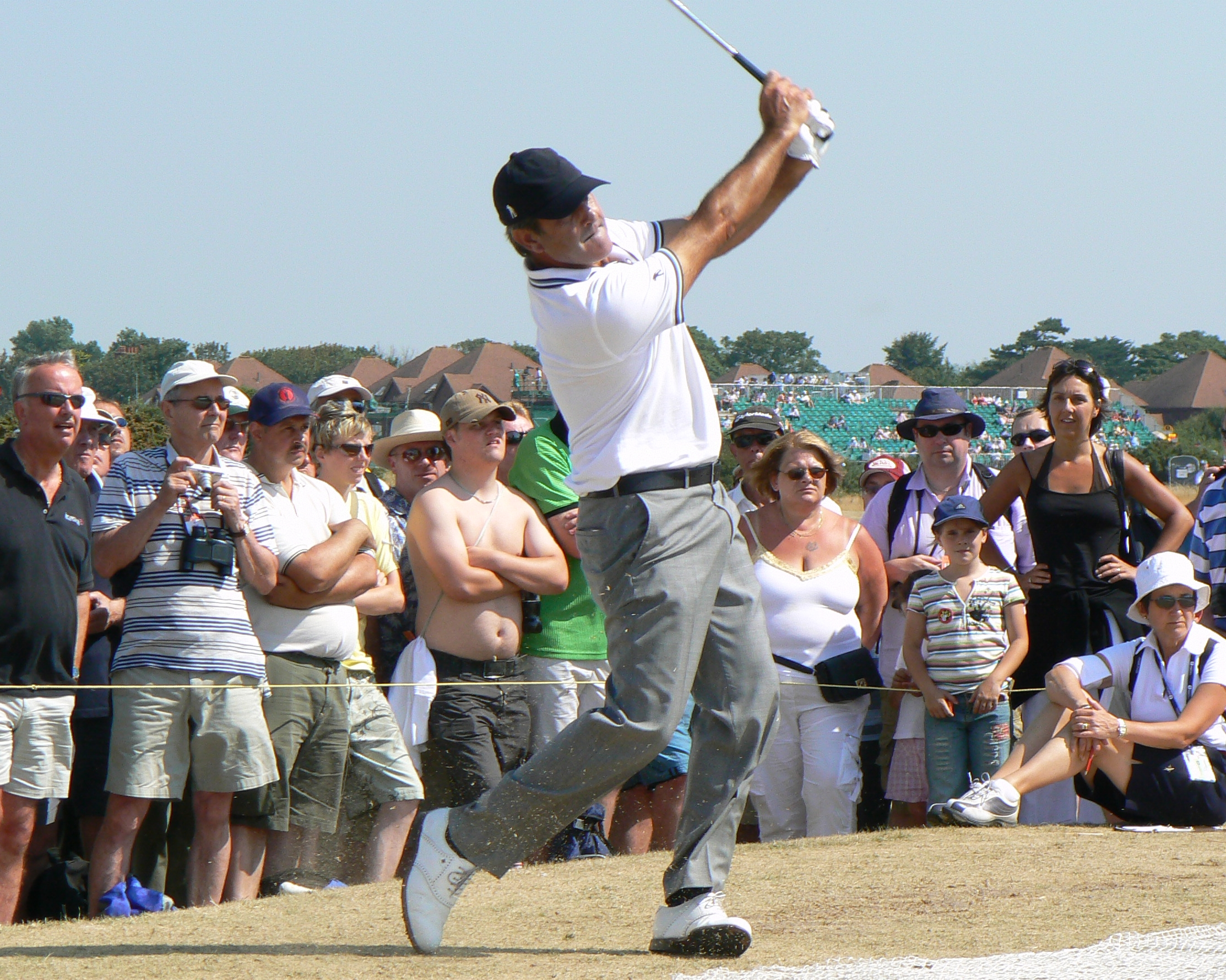
Severiano Ballesteros.

La fin des années 1970 et le début des années 1980 voient alors l'arrivée de golfeurs à travers le monde, mis en lumière par les victoires de l'Espagnol Severiano Ballesteros, de l'Australien Greg Norman ou de l'Allemand Bernhard Langer. Cependant, les Américains restent présents par l'intermédiaire de Tom Watson et Larry Nelson. Cette mondialisation se poursuit au cours des années 1980 et 1990 avec l'Anglais Nick Faldo, l'Espagnol José Maria Olazábal, l'Écossais Sandy Lyle, le Sud-Africain Ernie Els, le Zimbabwéen Nick Price et les Américains Payne Stewart et Fred Couples.
Les années 2000 sont marquées par l'arrivée d'un grand champion américain Tiger Woods qui est le seul joueur de l'histoire à avoir remporté les quatre tournois majeurs contemporains à la suite (mais pas la même année, ce qui le prive du grand chelem). Il compte pour l'instant 15 titres de grand chelem à 44 ans seulement. Les rares adversaires capables de lui disputer son leadership sont le Fidjien Vijay Singh, l'Américain Phil Mickelson ou, plus récemment, le Nord-Irlandais Rory McIlroy.
Un World Golf Hall of Fame, ouvert en 1974, comportait à l’origine 13 membres. Il s’agissait au départ d’un projet local, mais la PGA of America en reprit la gestion en 1983 et en acquit la pleine propriété en 1986. Il recense tous les golfeurs ayant marqué leur sport.
Lors du Travelers Championship 2016, Jim Furyk devient le premier joueur de la PGA à réaliser une ronde de 58 et à inscrire deux rondes sous 60. 

### Les femmes
La reconnaissance du golf féminin a été nettement plus tardive que chez leurs homologues masculins. Ce n'est que vers la fin du XIXe siècle que les premiers tournois se mettent en place symbolisé par le championnat international de Grande-Bretagne en 1893, la première championne marquante est l'Anglaise Cecilia Leitch qui établit le record du nombre de victoires au championnat amateur de Grande-Bretagne avec quatre victoires (1914, 1920, 1921 et 1926), c'est finalement aux États-Unis que le golf féminin se développe avec l'arrivée de Glenna Vare après la Première Guerre mondiale. Cependant l'équivalent féminin de Bobby Jones était selon les consciences de l'époque l'Anglaise Joyce Wethered.
Après la Seconde Guerre mondiale, le golf féminin voit la création du premier tournoi proette (professionnel féminin) : l'Open américain en 1946. C'est l'Américaine Patty Berg qui inaugure le palmarès de ce tournoi (également membre fondatrice de la LPGA) qui est ensuite dominé par les Américaines Mildred Babe Zaharias, Mickey Wright ou Louise Suggs. Trente ans plus tard l'US Open, l'équivalent européen est créé en 1976 : l'Open britannique. Les années 1960, 1970 et 1980 sont dominées par les Américaines Kathy Whitworth, Nancy Lopez ou JoAnne Carner et laissent peu de place aux étrangères (la Japonaise Hisako Higuchi par exemple).
Les années 1990 bouleversent complètement le monde du golf féminin avec l'explosion de nations émergentes : le Japon symbolisé par Ayako Okamoto, la Corée du Sud avec Se Ri Pak, la Suède avec Annika Sörenstam, l'Australie avec Karrie Webb ou plus récemment le Mexique avec Lorena Ochoa.
Un Hall of Fame of Women's Golf fut créée en 1951 par la LPGA et recense toutes les golfeuses ayant marqué leur sport.
Il existe par ailleurs depuis peu, un tournoi professionnel du DP World Tour, où femmes et hommes sont en compétitions sur le même parcours, et il n'est pas rare que les joueuses professionnelles du tour le gagnent (voir la joueuse suédoise, Linn GRANT avec le Volvo Scandinavian Open en 2021).

## Golf professionnel

### Circuits de golf
La majorité des golfeurs professionnels s'affrontent au cours des compétitions locales. Parmi eux, une petite élite ont la possibilité de disputer des « tournois pro » dans des circuits internationaux. Il existe environ une vingtaine de circuits de golf professionnels organisée par une association de golfeurs professionnels (PGA) ou une organisation indépendante, celle-ci est responsable du calendrier, de trouver les sponsors et de contrôler le circuit. Chaque circuit possède ses "membres" qui s'affrontent sur plusieurs tournois du circuit, ainsi que de non-membres invités d'un autre circuit.
Chez les hommes, le circuit le plus attractif au monde est le PGA Tour, en raison des gains à chaque tournoi, on trouve ensuite l'European Tour qui séduit également de nombreux grands joueurs et se classe deuxième au niveau du prestige. Certains golfeurs participent à ces deux circuits. Il existe également d'autres circuits dans le monde : Asian Tour, Japan Golf Tour, PGA Tour of Australasia ou Sunshine Tour. Chez les femmes, il existe six principaux circuits, basés soit sur un continent ou une région du monde, le plus prestigieux est le LPGA Tour qui se déroule en Amérique du Nord.
Lors des grands tournois, le public est convié à suivre les golfeurs sur le parcours et à les encourager ou les féliciter (coups exceptionnels, trou en un au cours duquel la balle atteint le trou directement depuis le départ, etc.) tout en respectant le silence absolu imposé 
par les marshalls lors des phases importantes de jeu.

### Tournois majeurs masculins

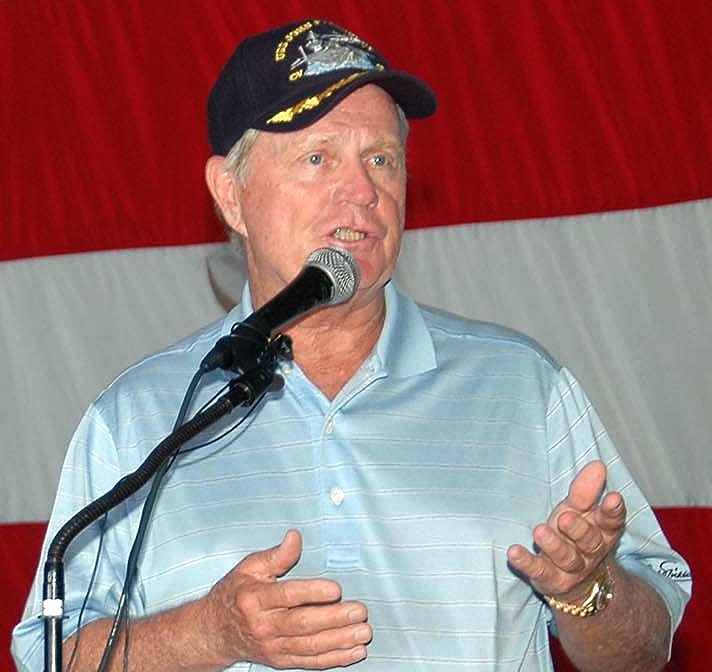
Jack Nicklaus.

Le calendrier masculin est dominé par les quatre tournois qui composent le Grand Chelem depuis 1960 et la participation d'Arnold Palmer à l'Open britannique : Le Masters (avril), l'Open américain (juin), l'Open britannique (juillet) et le Championnat de la PGA (août). Ainsi trois des quatre grands tournois se disputent aux États-Unis. Avant l'inclusion de l'Open britannique, les Américains considéraient que le Western Open était ce quatrième tournoi qui composait le grand chelem.
Le Masters est le seul tournoi des quatre à se dérouler chaque année sur le même parcours à Augusta à l'Augusta National Golf Club. L'Open britannique quant à lui se dispute toujours sur un link (parcours au bord de mer) et environ tous les cinq ans a lieu à l'Old Course de Saint Andrews. Les deux autres tournois ont lieu chaque année sur un parcours différent aux États-Unis. Ces quatre tournois sont intégrés dans les trois circuits les plus réguliers et les mieux dotés : la PGA Tour, le Tour européen PGA et le Japan Golf Tour. Un classement par circuit est établi chaque année. Ces tournois déterminent du prestige des golfeurs, le record de victoires en tournois de grand chelem appartient à Jack Nicklaus avec 18 titres.
Tous les deux ans, le calendrier est marqué par un tournoi mettant en duel deux équipes : la Ryder Cup entre les golfeurs européens et américains ; et la Presidents Cup entre les golfeurs américains et le reste du monde (excepté les Européens).
L'Open de France qui se déroule tous les ans depuis 1906 est le plus ancien et le plus important tournoi d'Europe continentale. Il se déroule au début du mois de juillet sur le Golf National en région parisienne.
Enfin, il existe des dizaines d'autres tournois plus ou moins prestigieux à travers le monde. Aux États-Unis, le Players Championship est considéré par beaucoup comme le cinquième tournoi du grand chelem et se tient deux semaines avant le Masters. Enfin les trois World Golf Championships sont également très prisés par les golfeurs et sont reconnus par les trois grands circuits, il comprend le championnat du monde de match-play, le WGC-CA Championship et le WGC-Bridgestone Invitational.

### Tournois majeurs féminins

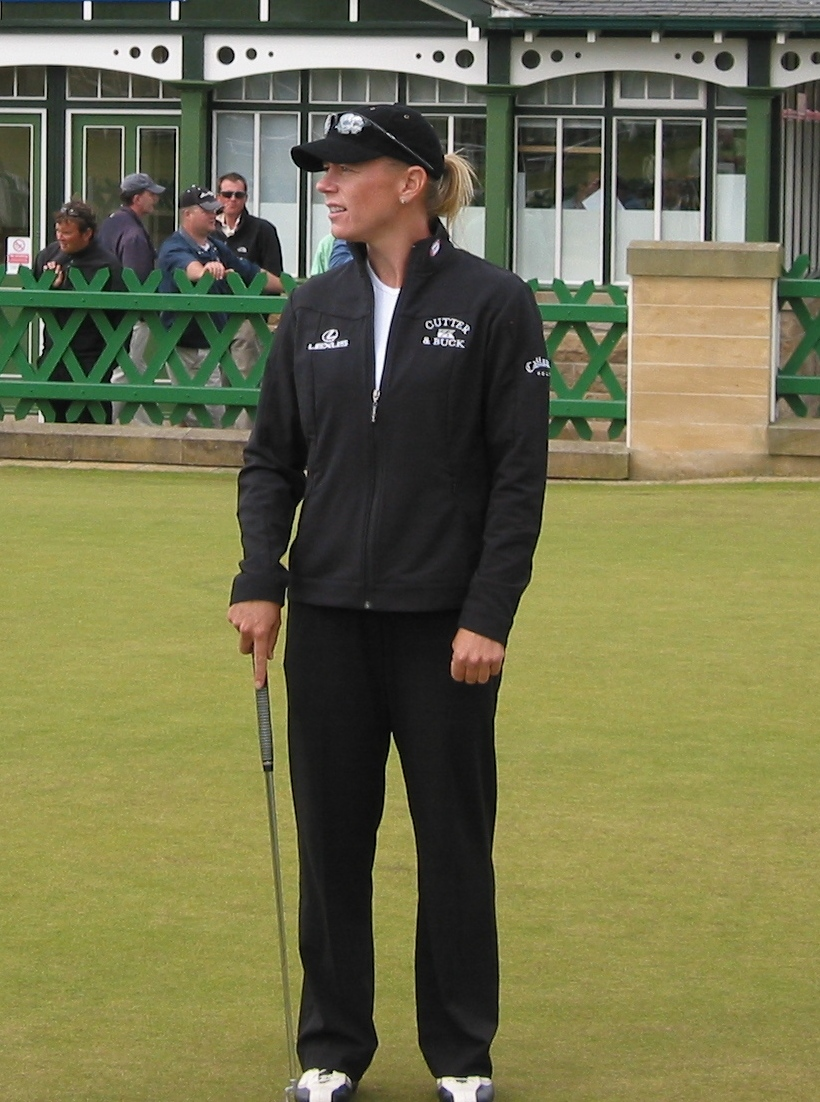
Annika Sörenstam.

Chez les femmes, la situation est plus récente, cependant depuis 2013 et après huit formules différentes, les cinq tournois par la Ladies professional golf association (LPGA) qui composent le grand chelem sont : le championnat Kraft Nabisco (mars-avril), le championnat LPGA (juin), l'Open américain (juin-juillet), l'Open britannique (juillet-août) et The Evian Championship (septembre). Avant l'introduction de l'Open britannique, c'était l'Open canadien (également appelé Classique du Maurier) qui composait ce grand chelem, mais ce dernier constitue toujours l'un des rendez-vous prisés des golfeuses. Ainsi comme chez les hommes, trois des quatre tournois majeurs se disputent aux États-Unis et un au Royaume-Uni.
La LPGA Tour en Amérique du Nord reste le circuit le plus prépondérant sur le golf féminin, celui-ci est organisé par la LPGA, ce circuit constitue le plus haut niveau du golf féminin, et contrairement aux hommes où de nombreux Européens ou autres restent sur le Tour Européen, la plupart des championnes de golf quelle que soit l'origine rejoignent ce circuit. En Europe, la Ladies European Tour (LET) ne reconnaît pas dans son calendrier les tournois de la LPGA, à l'exception seulement de deux évènements : l'Open britannique et l'Evian Masters, devenu The Evian Championship en 2013 où il officiellement reconnu comme le cinquième tournoi du chelem par la LPGA Tour, la LET considère l'Open Australien, l'ANZ Ladies Masters, l'Evian Masters et l'Open britannique comme les tournois majeurs. Ensuite il y a la LPGA of Japan Tour qui dispose de son côté de ses trois tournois majeurs : Open japonais, le championnat JLPGA et le JLPGA Tour Championship. Enfin trois autres circuits existent : la LPGA of Korea Tour (concernant la Corée du Sud), la Ladies Asian Golf Tour (concernant l'Asie à l'exception du Japon et de la Corée du Sud) et l'ALPG Tour (basé en Australie).
Enfin comme chez les masculins, il existe depuis 1990 un tournoi qui a lieu tous les deux ans et met en duel les Européens et les Américains : la Solheim Cup.

### Les Jeux olympiques
Le golf est reconnu par le Comité international olympique comme sport olympique mais après deux Jeux, ceux de 1900 et ceux de 1904, celui-ci n'est plus programmé depuis aux Jeux olympiques. Les discussions restent longtemps en suspens, les principaux points de désaccord concernant le fait d'autoriser les professionnels (c'est-à-dire les meilleurs golfeurs actuels) ou de restreindre aux amateurs ; un autre point de désaccord concerne le calendrier professionnel qui est déjà surchargé et la place qui sera accordée aux Jeux olympiques par rapport aux autres tournois (ce débat intervient généralement pour chaque édition des Jeux).
Le 13 août 2009 à l'issue d'une réunion de la commission exécutive du CIO à Berlin, le golf, accompagné du rugby à VII, ont été désignés parmi sept sports par la commission exécutive du CIO pour être officiellement candidats au programme des Jeux olympiques de 2016. Le 9 octobre 2009, lors de la 121e session du CIO à Copenhague, le golf a été admis à la suite d'un vote de ses membres, par 66 voix pour et 27 voix contre.

## Médecine et dopage
Le golf est un sport d'endurance et requiert une importante énergie notamment au niveau de la concentration. Bien qu'au début des années 2000, les responsables de la PGA écartent l'hypothèse du dopage dans le monde du golf professionnel, le golfeur Craig Parry révèle en 2001 que la prise de bêta-bloquants était effective chez certains golfeurs pour améliorer la concentration, ce que démentent dans un premier temps les associations qui refusent cependant d'obliger les golfeurs à se soumettre à des contrôles antidopage pour « l'honneur et l'intégrité » du golf, même s'ils autorisent la liberté du golfeur de faire des contrôles de son plein gré. Le vainqueur de l'Open Britannique en 1994, Nick Price, a toujours reconnu prendre des bêtabloquants pour raison médicale.
Ce n'est qu'à partir de 2006 sur l'insistance des pouvoirs politiques que les associations décident de prendre ce sujet avec plus de considération, en effet la PGA of America souhaite mettre en place des contrôles antidopage ainsi qu'une réglementation après avoir listé six mois auparavant les produits interdits et transmis cette liste aux golfeurs, puis mettre en pratique ces contrôles pour la première fois à l'occasion des championnats du monde amateurs par équipes fin 2006 en Afrique du Sud. Par ailleurs en juillet 2007, une déclaration de l'ancien grand champion Gary Player dénonce le dopage dans le golf - « Je sais qu'il y a des golfeurs qui se dopent, que ce soit avec des hormones de croissance, de la créatine ou des stéroïdes. [...] Sur le circuit mondial, je dirais qu'il y a une dizaine de gars qui prennent quelque chose. Peut-être que je me trompe et qu'il y en a beaucoup plus ». Dans le même temps, la LPGA annonce qu'elle procèdera à des contrôles à partir de 2008. En août 2007, le Comité national olympique italien annonce le premier cas de dopage d'un golfeur après le contrôle positif d'Alessandro Pissilli à la finastéride (produit luttant contre la calvitie mais classé comme diurétiques et produits masquants selon l'Agence mondiale antidopage). Enfin en 2008, les circuits européens et américains décident de mettre en place ces contrôles à partir de juillet (à l'exception de l'Open britannique en raison de la participation de golfeurs d'autres continents, ces contrôles ont donc lieu à partir de 2009 pendant ce tournoi).
Depuis, chaque année quelques golfeurs sont suspendus pour un contrôle positif. Les professionnels sont contrôlés environ une fois par an, ce que certains d'entre-eux jugent insuffisant. En 2017, l'agence mondiale antidopage indique environ 1 % de tests positifs (principalement aux anabolisants, dérivés du cannabis et bêta-bloquants), ce qui serait supérieur aux taux de dopage dans le football.

## Golf et médias
Le golf est l'un des rares sports à disposer d'une chaîne de télévision uniquement destinée à celle-ci depuis 1995 : The Golf Channel, diffusée en Amérique du Nord, en Asie, et depuis peu en Europe via Free. La chaîne couvre tous les grands tournois, une version britannique a vu le jour mais a cessé d'émettre en décembre 2007 et la retransmission en Grande-Bretagne est tenue par les chaînes Sky Sports or Setanta Golf et BBC Sport. En France, la couverture télévisuelle est assurée en alternance par les chaînes Canal+ et Eurosport jusqu'en juillet 2012 ou fut créé la première chaine de golf française : golf +.
Au début du XXe siècle, la presse écrite parraine de nombreux tournois. Aujourd'hui, elle est très présente dans le monde du golf notamment en Amérique du Nord et en Europe où plusieurs magazines s'y sont spécialisés : Golf Digest, Golf Magazine, Golf World, Links Magazine, Travel + Leisure Golf ou Golf European. Depuis février 2013, une nouvelle chaîne du groupe Canal sera spécialisé dans le golf avec un suivi de tous les tournois.
Une nouvelle forme de médias voit le jour en France depuis quelques années avec l'arrivée des réseaux sociaux. Des chaînes YouTube comme We need golf créée et animée par Christophe Lajoie et Florent Ales produisent du contenu chaque semaine pour aider les golfeurs francophones à progresser en ligne via des vidéos libres d'accès et gratuites.

## Dérivés sportifs du golf

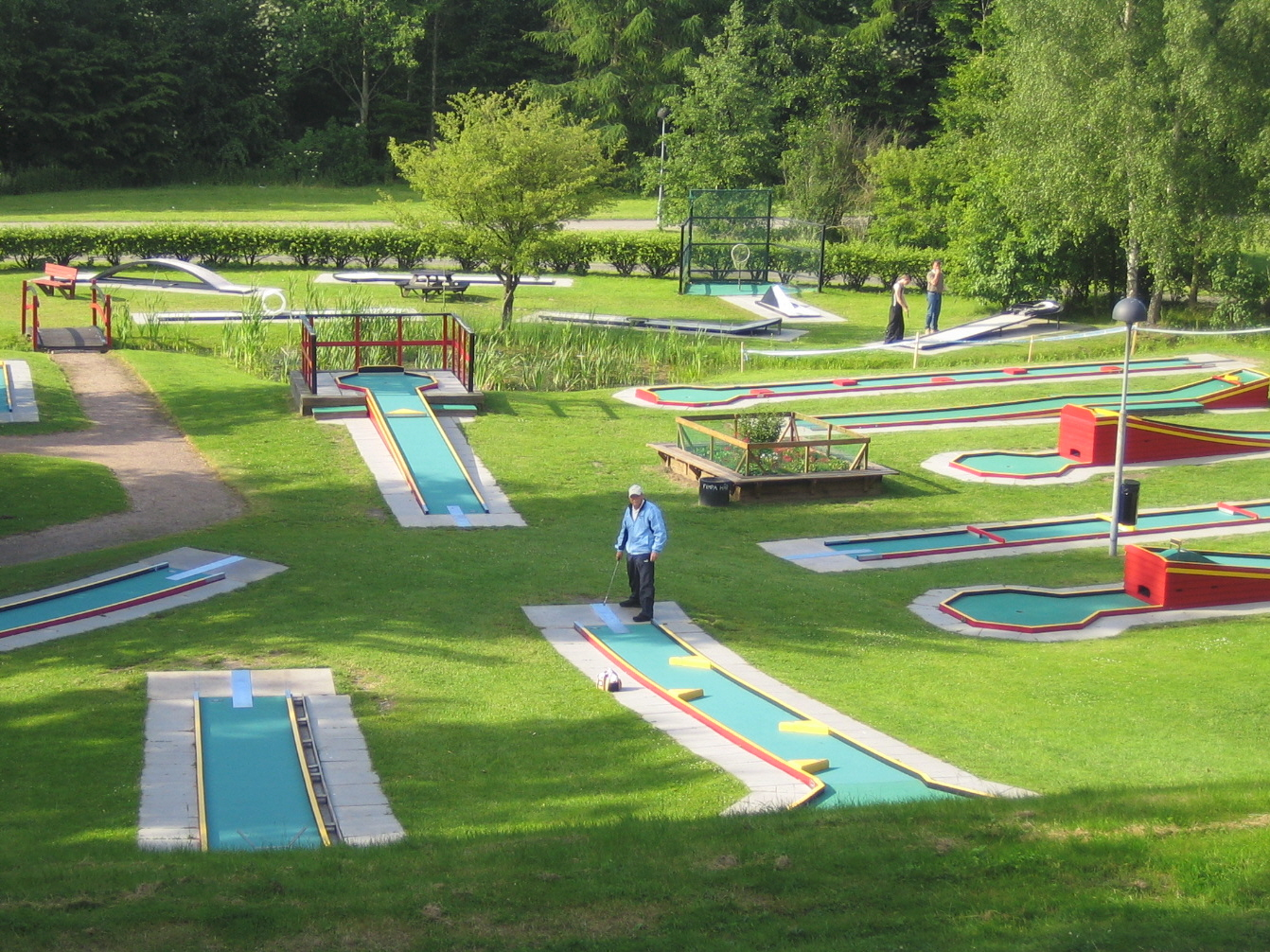
Parcours de minigolf.

Autour du golf se sont multipliés de nombreux jeux dérivés à ce sport. Le plus populaire d'entre eux est le minigolf qui se joue sur des pistes d'environ un mètre de large et de 3 à 15 mètres de long avec des obstacles, créée en 1867 à Saint-Andrews il était destiné aux femmes pour s'essayer au golf, à l'époque le parcours n'était autorisé qu'aux hommes. Cependant la forme actuelle du minigolf date des années 1910 et 1920 aux États-Unis avec des greens artificiels.
Il existe aussi d'autres variantes du golf tels que :
- Le golf urbain (dès 1741) où l'on joue au golf en ville, il est possible en cas de risque d'utiliser des balles moins dangereuses que les balles de golf normales.
- Le Pitch and Putt (créé en 1929) dont le parcours a 9 trous de 70 mètres chacun, 2 par 2 (un pitch et un putt).
- Le speed golf (créé en 1979) où l'on combine la course à pied et le golf, le but étant de faire le moins de coups possible en un temps minime.
- Le swin golf (créé en 1982) qui se joue avec un seul club à trois faces et une balle molle plus grande, sur des terrains rustiques.
- Le disc golf qui se joue avec des frisbees de petite taille et consiste à amener le disque par lancers successifs dans une sorte de panier métallique.
- Le beach golf (créé en 1999), qui se joue sur les plages à l'aide d'une balle faite de polyuréthane expansé. Les pare-soleils, les chaises-longues et les nageurs deviennent les obstacles naturels du parcours de jeu.
- Le Codeball (créé en 1927), qui combine golf et football.
- L'Agrogolf qui se joue en prairie[96].
- Les Trick-shots (en) dédiés désormais au Golf illustrés en France par le golfeur amateur Arnaud Sérié[97].

## Anecdotes
- L'astronaute Alan B. Shepard a tapé en 1971 quelques coups sur la Lune avec le fer 6 et les trois balles qu'il avait emportées dans la capsule de la mission spatiale Apollo 14. Avec le lancer de javelot de Mitchell, également astronaute d'Apollo 14, le golf a ainsi rejoint le rang des sports extra-terrestres[98].